# Historia económica de España

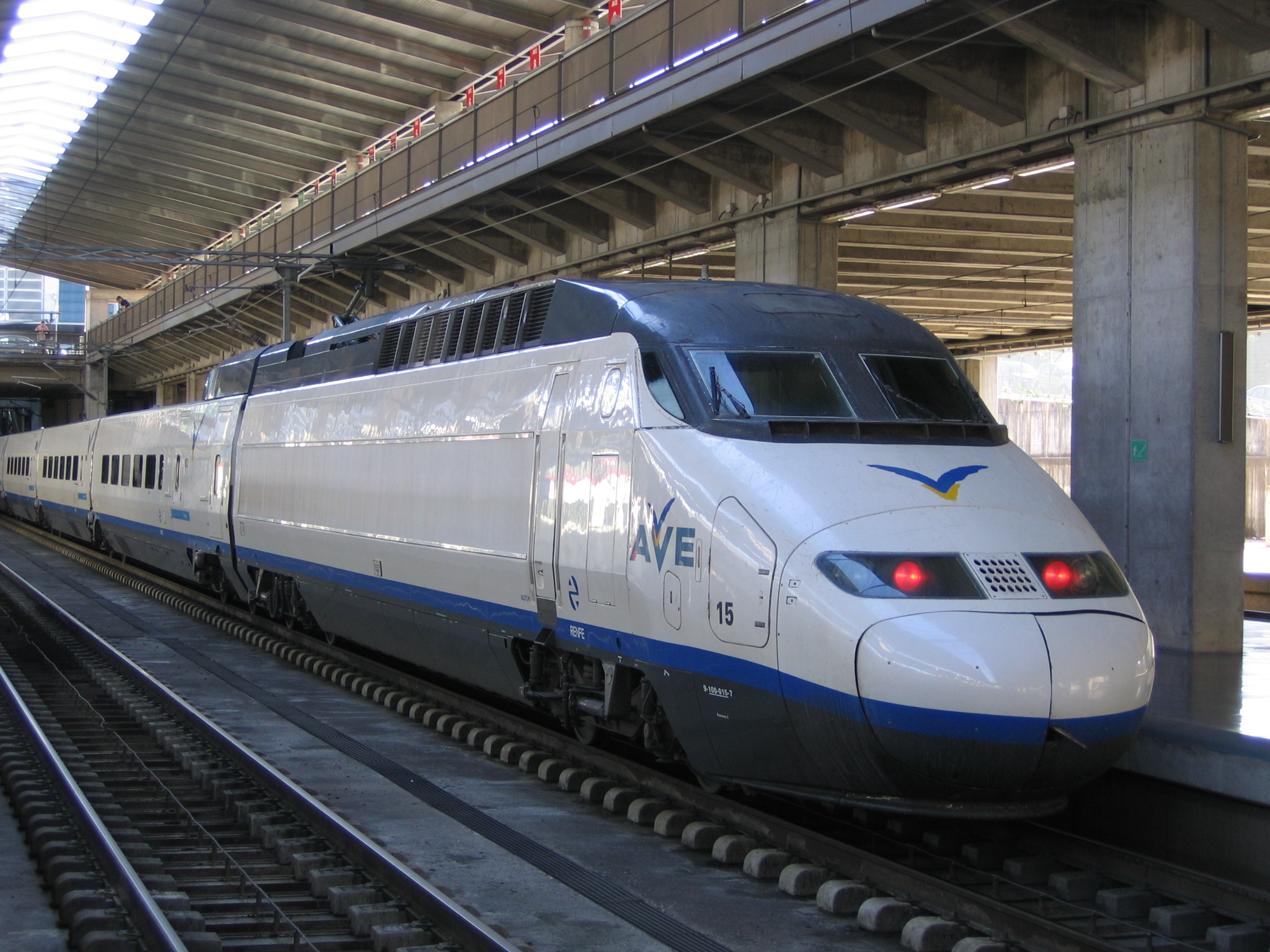
Los trenes de alta velocidad españoles representan uno de los principales símbolos del desarrollo económico de España a finales del y principios del.

La historia económica de lo que hoy es España se inicia en torno al año 2000 a. C., cuando comenzó el desarrollo de la cultura de los metales. En este periodo, empezaron las primeras actividades comerciales con los pueblos del mediterráneo, los fenicios, griegos y cartagineses. La llegada de los romanos hacia el año 218 a. C. transformó la economía de Hispania, desarrollando fundamentalmente la agricultura y el comercio.
La unidad política de España se llevó a cabo a finales del siglo XV, esta unidad en la cúspide del poder político no supuso una unificación económica y social, pues siguieron coexistiendo distintos sistemas monetarios y fiscales entre los territorios del Reino de Aragón y el Castilla y se mantuvieron las aduanas entre los distintos reinos. A principios del siglo XVIII, con la llegada de la dinastía borbónica se produjo la unificación de todo el territorio bajo los sistemas vigentes en Castilla.
Alrededor del año 1840, España empezó, con retraso con respecto a los principales países europeos, a experimentar la industrialización, después de haber logrado la reforma de las instituciones y la legislación. Para este proceso fue clave la apertura hacia el exterior, de donde se obtuvo tecnología, capitales y todo aquello que la economía española no podía proporcionar. Sin embargo, esta industrialización no culminó en una primera etapa, ya que el crecimiento industrial perdió fuerza antes de haber transformado profundamente la economía del país.

## Iberia

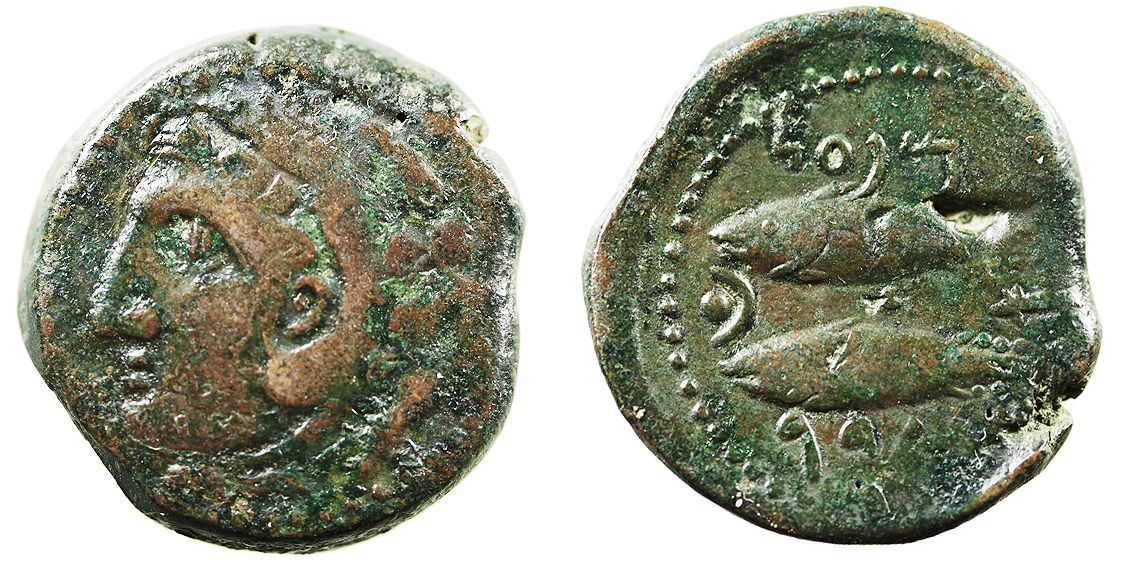
Moneda acuñada en Gadir (actual Cádiz), que muestra a dos atunes, un pez que era pescado en la antigüedad en las aguas del Estrecho de Gibraltar.

Las primeras informaciones sobre el desarrollo de una actividad económica en la península ibérica proceden de alrededor del año 2000 a. C., momento en que dio comienzo la denominada cultura de los metales, el desarrollo de este conjunto de técnicas conllevó la integración de los pueblos situados al sur de la península y en la zona levantina dentro del comercio mediterráneo, que estaba liderado por los pueblos del próximo oriente. Esas relaciones fueron intensificándose hacia el año 1000 a. C., siendo el principal atractivo comercial de la península sus recursos minerales. Hasta el siglo III se trataba de un comercio de carácter pacífico, fundándose varias ciudades a lo largo de la costa mediterránea como Cádiz y Málaga por los fenicios, Denia y Ampurias por los griegos y Alicante y Cartagena por los cartagineses. Durante ese periodo se introdujeron cultivos como el olivo y la vid. Solo los cartagineses iniciaron una colonización hacia el interior con un carácter más militar que llevó finalmente a la entrada de Roma en el siglo III a. C.
Uno de los más indudables símbolos de civilización que las culturas foráneas aportaron a las poblaciones de la península ibérica fue la acuñación de moneda con el fin de facilitar las transacciones comerciales. Hasta entonces, los pueblos peninsulares basaban su economía en el trueque de productos, pero a principios del siglo III a. C., colonias griegas como Ampurias comenzaron la acuñación de monedas, aunque sin influencia más allá de sus límites territoriales.

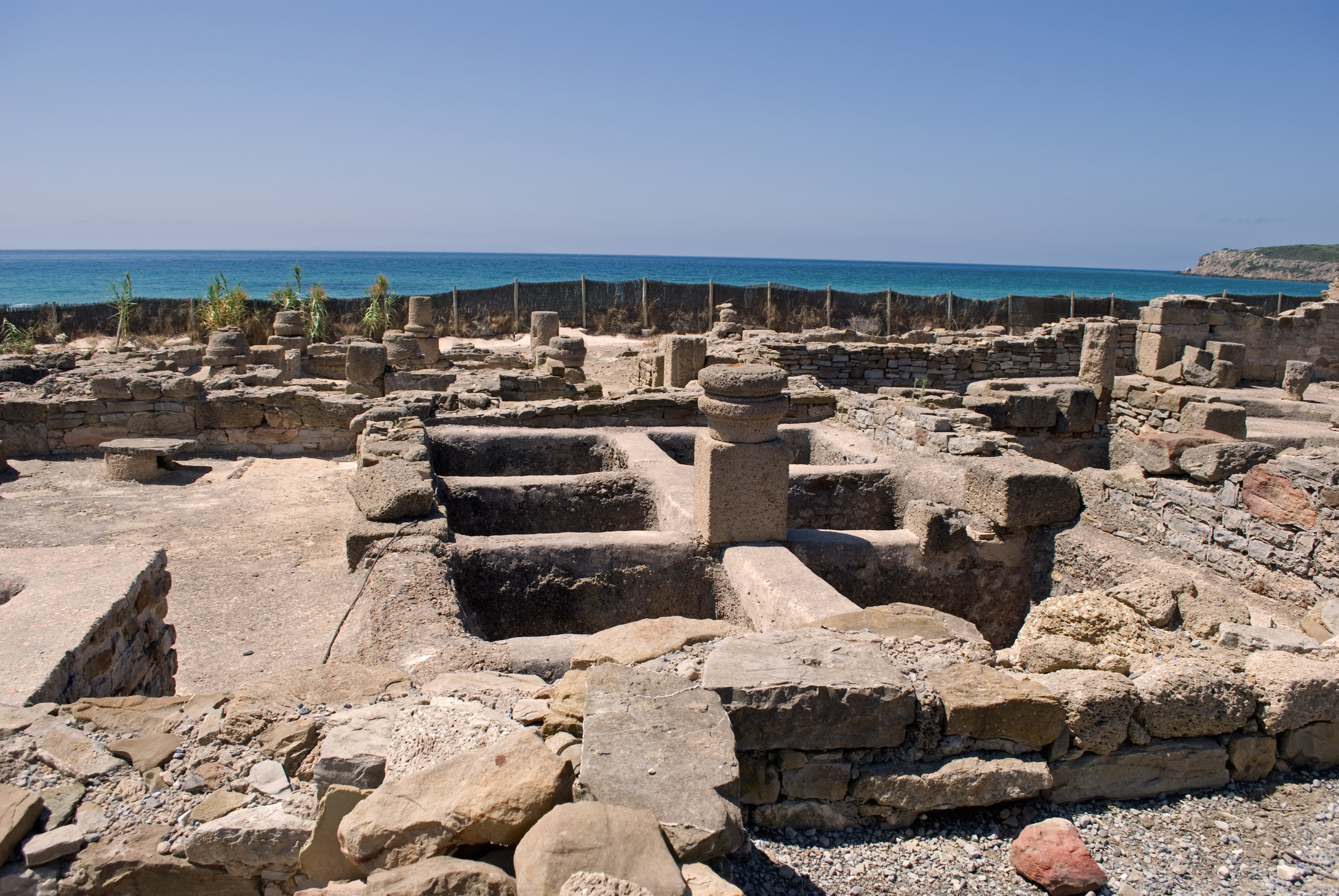
Factoría de salozones y garum de la ciudad romana de Baelo Claudia, en la provincia de Cádiz. La ciudad de Baelo Claudia mantuvo una intensa actividad comercial, con toda el área mediterránea, fundamentada en su producción de salazones de pescado y de la sala garum, muy demandada en Antigua Roma

## Dominación romana
La conquista de Hispania comienza en el año 218 a. C. con el desembarco romano en Ampurias, la economía de Hispania experimentó una fuerte evolución durante y tras la conquista del territorio peninsular por parte de Roma y pasó a convertirse en una de las más valiosas adquisiciones de la República y el Imperio y en un puntal básico de la economía que sustentaba el auge de Roma.
El interés inicial de Roma en Hispania fue extraer provecho de sus riquezas minerales. Además de la explotación de los recursos minerales, Roma obtuvo con la conquista de Hispania el acceso a las que probablemente fueran las mejores tierras de labor de todo el territorio romanizado.
La agricultura de la Bética era especialmente rica, exportando vinos, aceite de oliva y también una salsa de pescado fermentada llamada garum, muy apreciada en la dieta romana. Las plantaciones de olivos de la Bética proporcionaban aceite de oliva que era transportado por mar y suministrado, entre otros, a las legiones romanas en Germania. Las ánforas de la Bética han sido halladas a lo largo de todo el Imperio romano de Occidente. Para conservar el control de estas rutas marítimas el Imperio necesitaba controlar las distantes costas de Lusitania y la costa del Atlántico al norte de Hispania. Como sistema de explotación jurídico económica en la agricultura, se estableció el colonato, a medio camino entre el sistema esclavista y el feudalismo, que perduraría durante varios siglos.

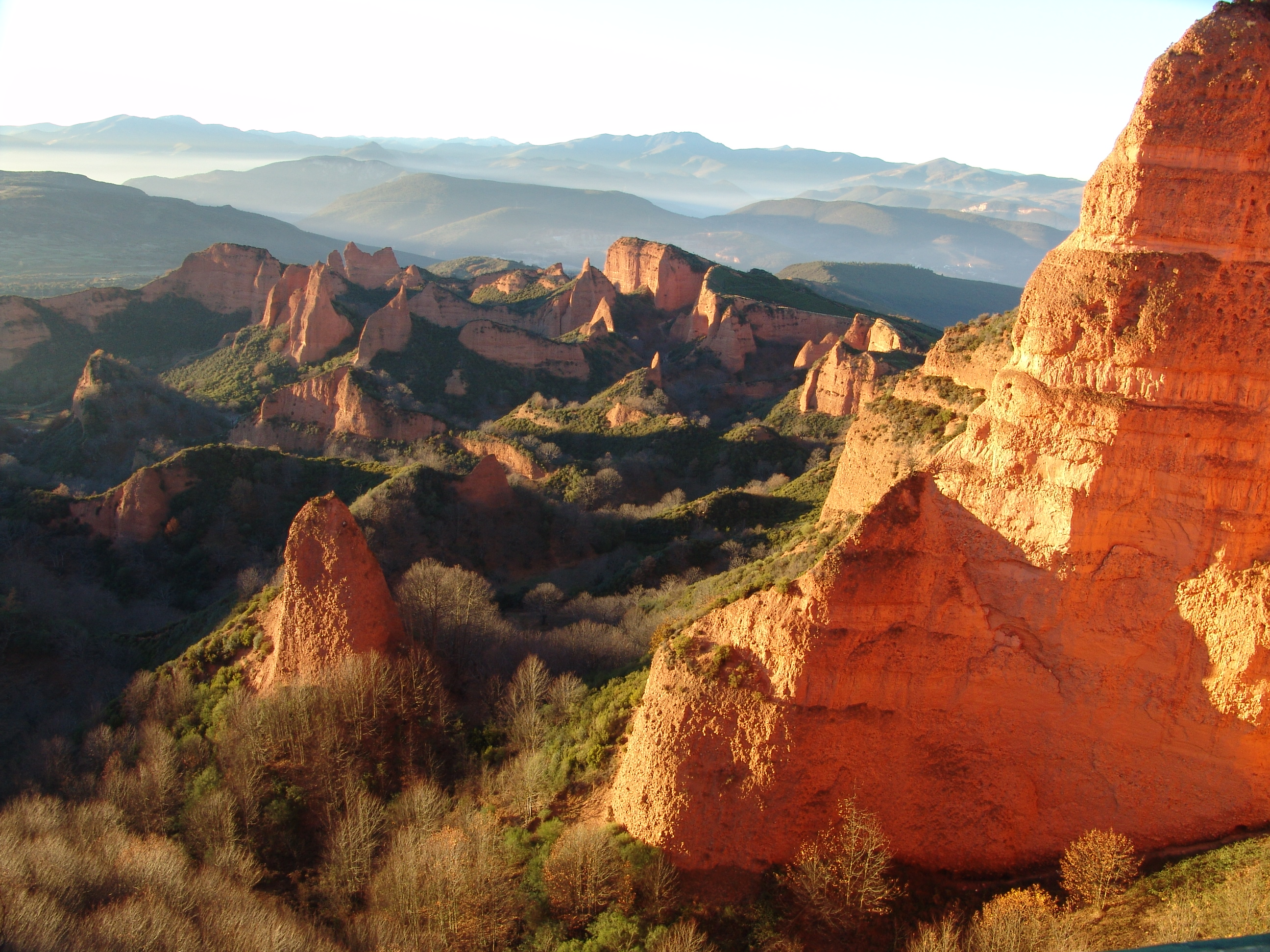
Mina a cielo abierto de Las Médulas, en Castilla y León, la mayor mina de oro de todo el Imperio Romano. Se caracterizó por el singular método de ingeniería utilizado para la extracción del metal, llamado ruina montium, que consistía en la disolución de montañas utilizando grandes cantidades de agua.

Durante toda la dominación romana, la economía productiva hispana experimentó una gran expansión y la mayor parte de los territorios de la península ibérica entraron en una economía mercantil, especialmente desarrollada en el sur, favorecida por unas infraestructuras viarias y unas rutas comerciales que le abrían los mercados del resto del imperio y que difundieron el comercio a todos los ámbitos y el desarrollo de algunas ciudades como Sevilla, Mérida, Zaragoza y Tarragona.

## Edad Media

### Época visigoda
Desde finales del periodo romano, su sistema económico fue entrando en crisis, hubo una importante caída de la población y la vida económica se hizo más rural y aislada.
La sociedad visigoda estaba dominada por las actividades de carácter agrícola y ganadero. En este punto continuaron la misma actividad económica de la Hispania romana, con los mismos cultivos, introduciendo algunos nuevos, como el de las espinacas o la alcachofa. La explotación de la tierra seguía organizada en torno a grandes villae. Una villa estaba dividida en reserva y mansos. La organización continuó como en la época del Bajo Imperio en torno al colonato y así la mano de obra no era ya esclava, sino que se trataba de colonos.
Otros factores de la economía romana cambiaron, disminuyó la importancia de las grandes ciudades, del comercio o la minería. La circulación de moneda se hizo escasa. El único comercio de cierta importancia era el de productos de lujo que provenían del Mediterráneo, y que era gestionado por mercaderes internacionales.
El nacimiento y formación del sistema feudal en los reinos cristianos de la península ibérica estuvo marcado por la permanencia musulmana, con economías más avanzadas que las europeas, siendo el resultado de 700 años de guerra, desde el siglo VIII hasta finales del siglo XV.

### Al-Ándalus

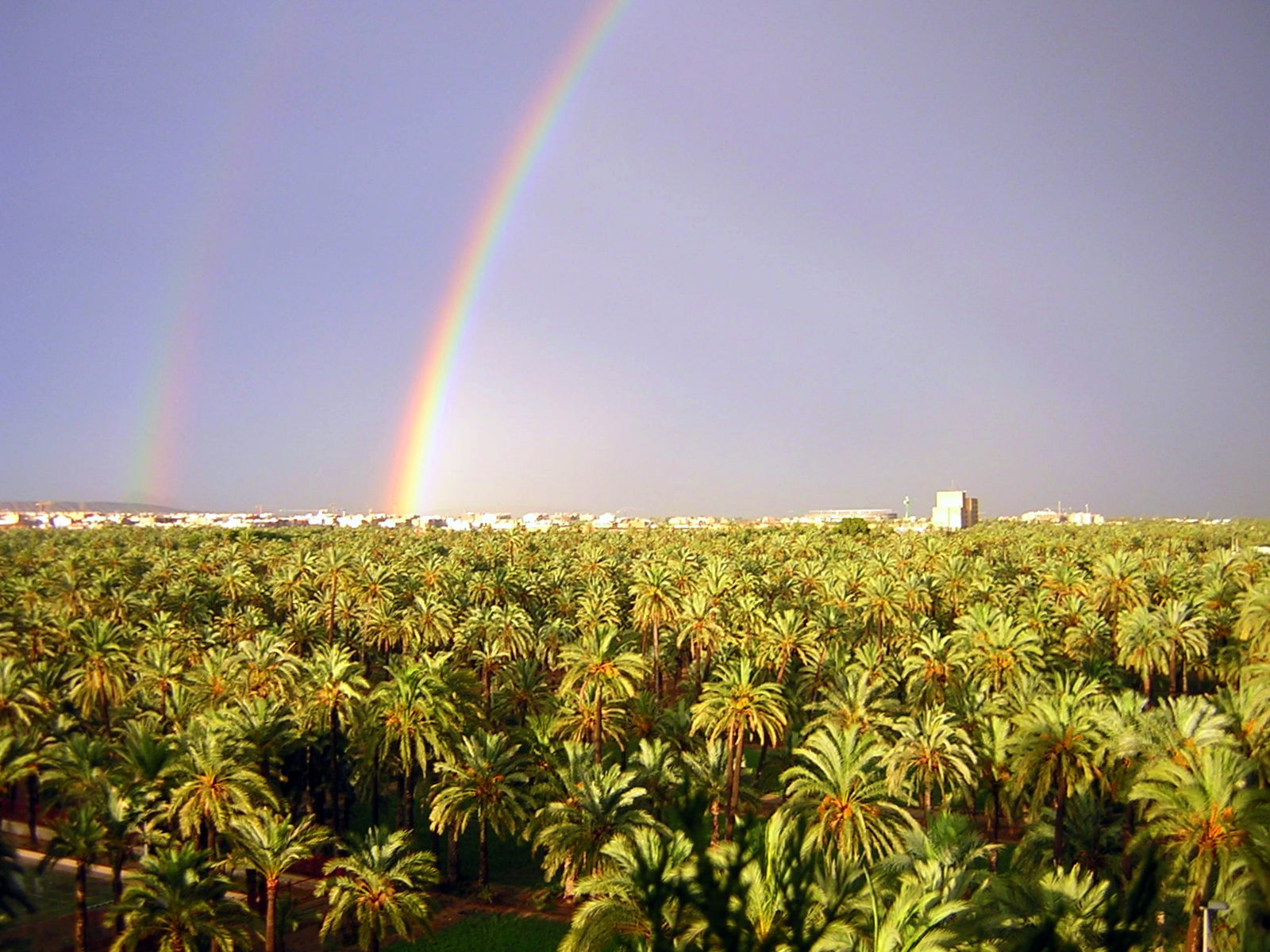
Vista aérea del Palmeral de Elche, una plantación datilera que tiene su origen en tiempos de Abderramán I, y que en su mayor apogeo incluyó unas 300.000 palmeras.

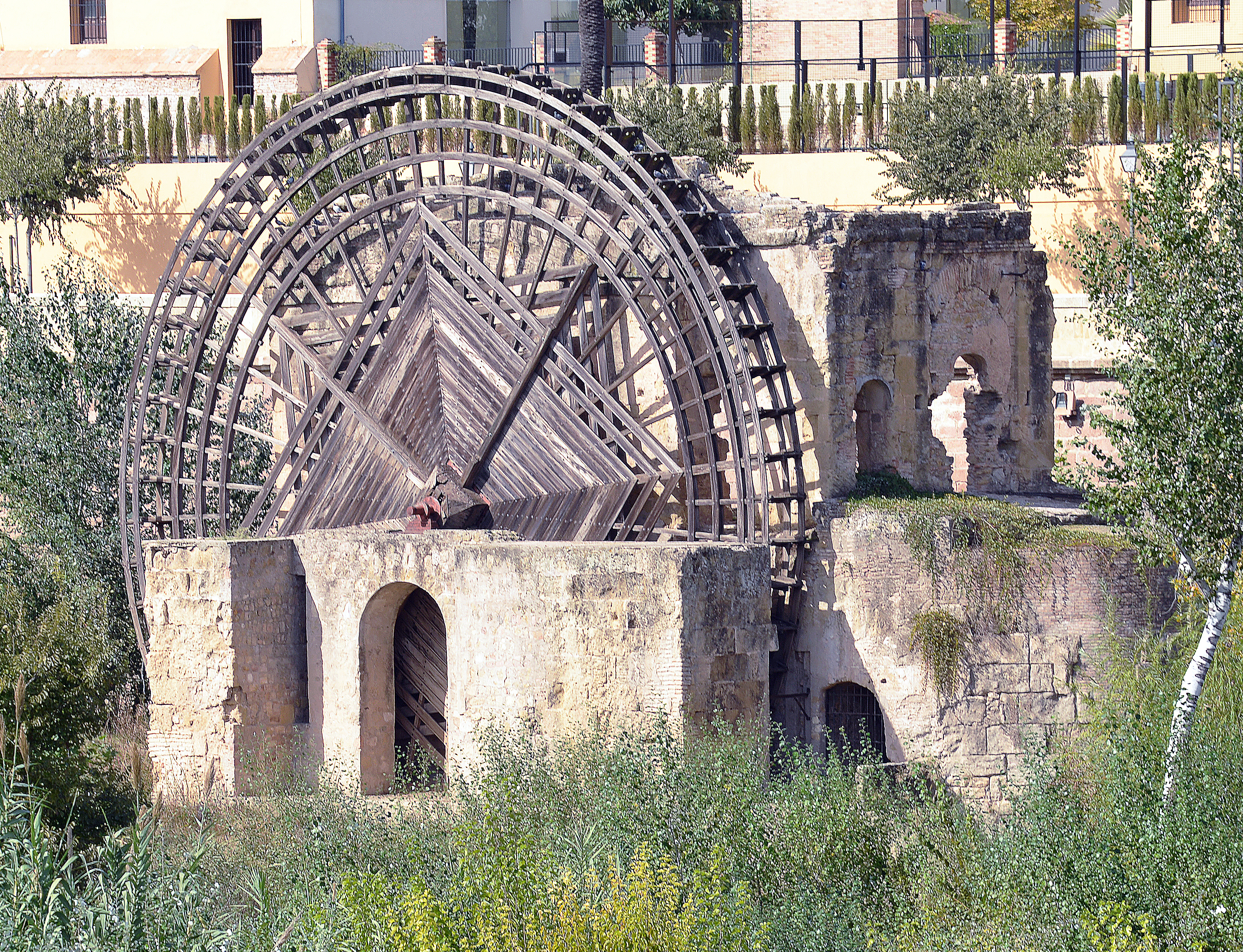
Restos del Molino de la Albolafia, en Córdoba. Varias teorías apuntan a que este fue el primer lugar de Europa donde se fabricó papel de forma organizada, que serviría para abastecer las cerca de 70 grandes bibliotecas que existían en la ciudad en tiempos de Alhakén II.

Al-Ándalus llegó a ocupar una gran parte de la península ibérica, su economía fue primordialmente de carácter urbano y durante la época del Califato Omeya de Córdoba disfrutó de una gran prosperidad, que tuvo su base en una agricultura muy eficiente, en la que destacaban las técnicas de riego, una artesanía muy diversa y un desarrollo importante del comercio, que jugaba un papel de intermediario entre Europa, África y Oriente Próximo. Esta prosperidad hizo que las mayores ciudades europeas de la época se encontrarán en al-Ándalus. La moneda de oro cordobesa se convirtió en la más importante de la época, siendo probablemente imitada por el Imperio carolingio.

### El avance de los reinos cristianos

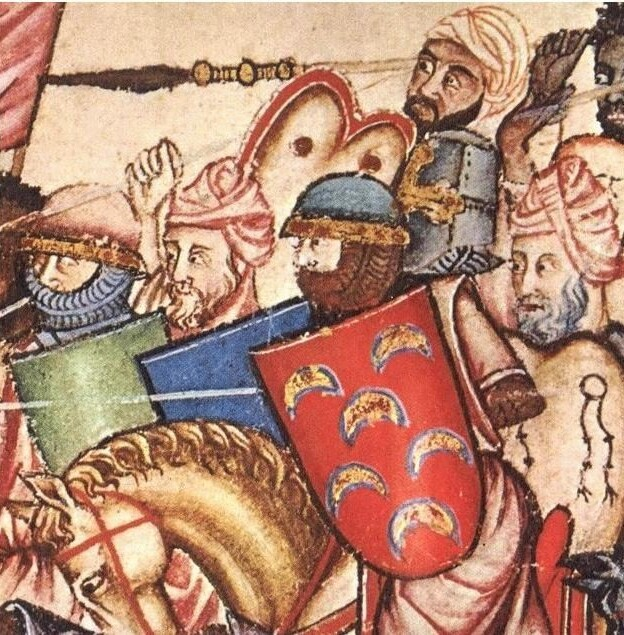
Ejército de Almanzor durante la batalla de San Esteban de Gormaz. Cantigas de Santa María.

La expansión militar de los reinos cristianos peninsulares junto a su consolidación y empuje económico y político y la fragmentación política de al-Ándalus en reinos de Taifas marcaron esta época. Desde el punto de vista económico el proceso de reconquista supuso la puesta en explotación de nuevas tierras, que marcó el feudalismo hispano.
A partir del siglo XI, se establecen las bases sobre las que girará el desarrollo económico hasta el siglo XIX. La economía tiene su fundamento en el sector agrario que aporta las rentas y el empleo frente a los sectores manufactureros y el sector terciario poco desarrollados a nivel global.
El proceso de renconquista no se hubiera realizado de igual manera si entre los siglos XI y XIII no se hubiera vivido un momento de constante crecimiento económico que fue común a toda la península. En la agricultura este proceso se materializó en la puesta en cultivo de nuevas tierras y el avance tecnológico. La ganadería vivió también un auge empujado por su mejor adaptación a la economía de guerra y por la ausencia de mano de obra suficiente para los cultivos. Para organizar y resolver los conflictos de la ganadería y la trashumancia se creó el Concejo de la Mesta, cuya autoridad se extendió hasta la crisis del Antiguo Régimen.
El desarrollo agrícola y ganadero arrastró al artesanado y el comercio, que vivió durante los siglos XII y XIII un gran auge con la creación de centros comerciales y proliferación de ferias. Barcelona comenzó una expansión comercial que dio un salto hacia el exterior, con la fundación de factorías y colonias mercantiles por el Mediterráneo. En la corona de Castilla se desarrolló el comercio de lana, que se comercializaba en ferias como las de medina del campo y burgos.Después, los marinos cántabros y vascos se encargaban de exportarla hasta Flandes. En cambio, en la Corona de Aragón se impulsó el desarrollo del comercio marítimo.Así, ciudades cómo Barcelona, valencia y palma de mallorca experimentaron un gran desarrollo económico.

## ElsigloXVI, los descubrimientos y la expansión ultramarina

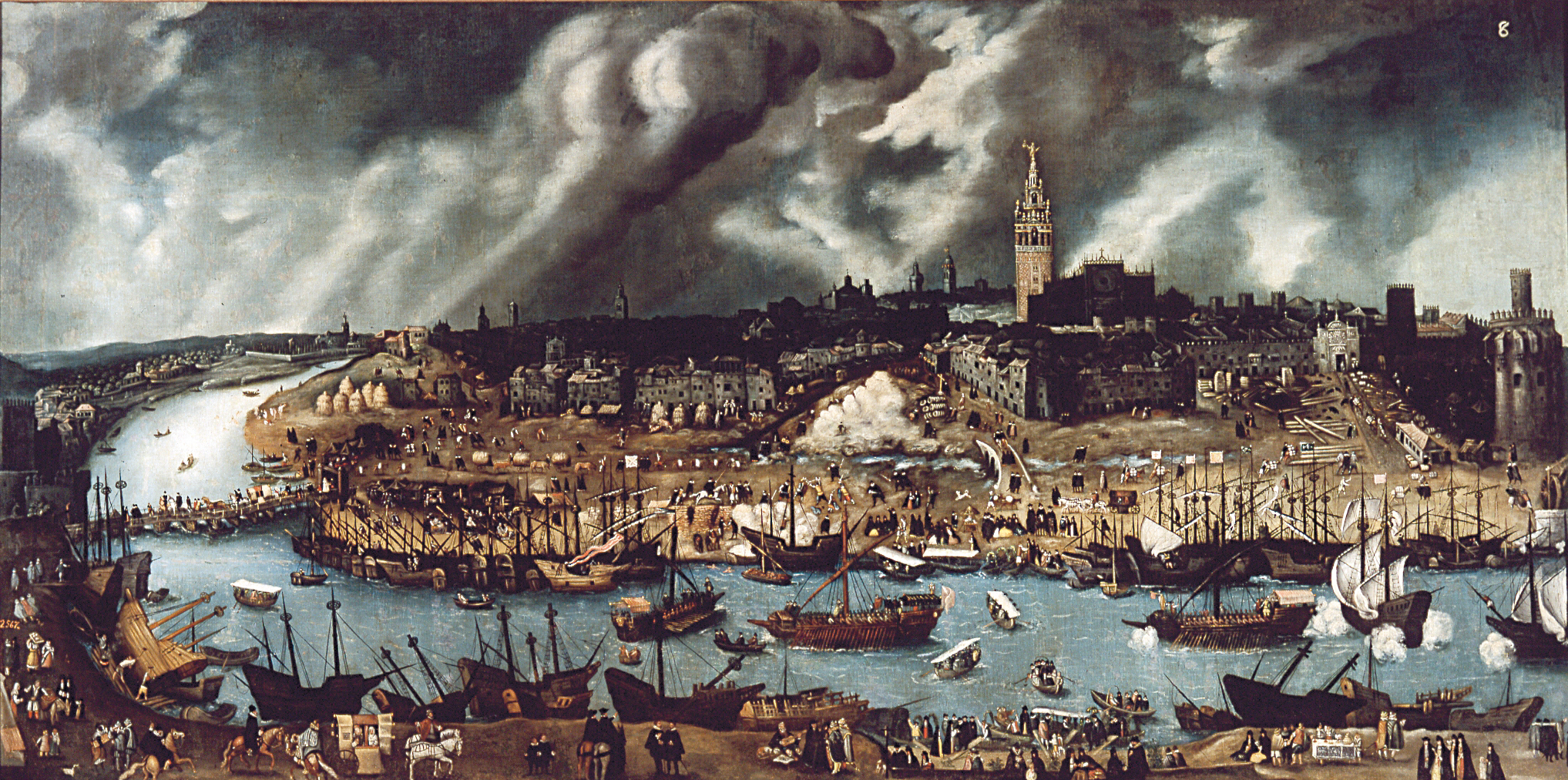
El puerto de la ciudad de Sevilla, centralizaba el comercio ultramarino de España en el.

Aunque con notables disparidades regionales, los territorios peninsulares experimentaron durante el siglo XVI uno de los periodos más expansivos de su historia. El crecimiento económico fue una prolongación de la Reconquista y repoblación de la época medieval. Algunas novedades importantes caracterizaron la época:
1. El motor de la expansión fue por un lado el aumento de la producción agraria y de la población. Se produjo una gran abundancia de tierras cultivables y de las posibilidades de estas de cara a la expansión demográfica y a la movilidad de la población. Durante todo el siglo XV se mantuvo e intensificó la corriente de repoblación hacia el sur de España
2. Otro factor importante fue el desarrollo de las ciudades, basado en el empuje de la industria, el comercio y las actividades financieras. Castilla fue sin duda el área más dinámica económicamente hablando.

Todos estos elementos se tradujeron en la expansión descubridora que habría de llevar a América. La búsqueda de especias y oro, la explotación pesquera del norte de África y la ocupación de las Islas Canarias prepararon el asalto del año 1492.

### Subidas de precios

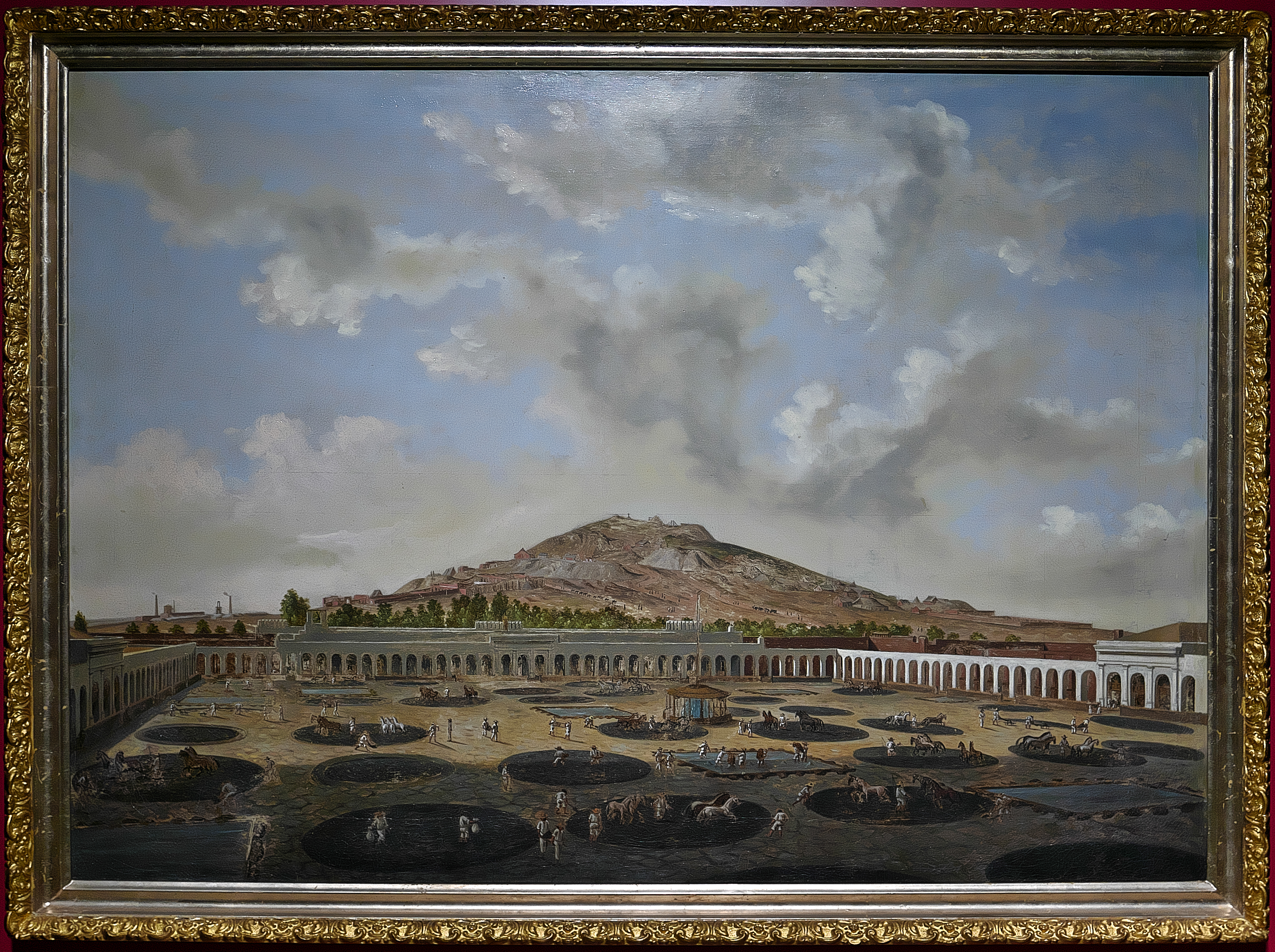
Representación de una hacienda de beneficio de la mina de Proaño en Zacatecas, utilizando el método de patios inventado por Bartolomé de Medina en el. Este método permitía separar la plata de otros metales utilizando mercurio y sales diversas, lo que optimizó la extracción de este metal.

Un fenómeno apreciable en el siglo XVI es la subida del precio de los productos. Los estudios realizados indican que la subida media no llegó al 1.5 % anual, lo que hoy en día se calificaría como una inflación muy moderada. Sin embargo, esta subida alarmó mucho en la época porque hasta entonces los precios no habían sufrido movimientos de esa consideración, al ser las economías mucho más estáticas. Por eso al darse un cambio aunque pequeño, afectó mucho al sistema, ya que no estaban acostumbrados a los cambios de valor. Se produjeron revueltas en España por esta causa.
La explicación de los motivos de la subida de precios han sido variados, en 1930 el historiador Hamilton trató de explicar la subida tomando como base la gran cantidad de oro que se trajo desde América en esos años que provocó el incremento de la cantidad de dinero en circulación. Esta teoría parte para su explicación, de la teoría cuantitativa del dinero, que explica que el incremento del dinero en circulación, permaneciendo constantes otros factores, implica directamente una subida de los precios de igual cuantía.

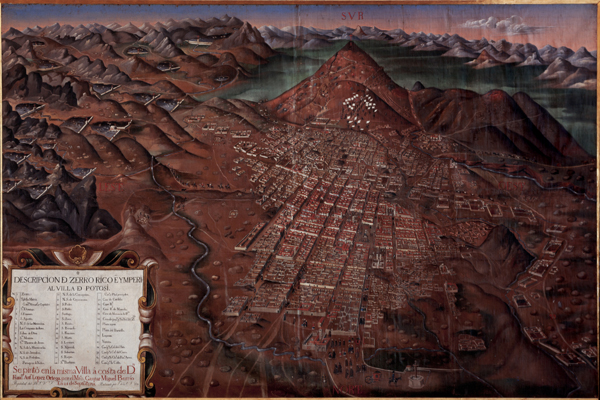
Vista del complejo minero de Cerro Rico en Potosí (actual Bolivia) en 1758, una de las mayores explotaciones mineras del mundo durante los siglos y

Otra escuela ha tratado de explicar el fenómeno a través del keynesianismo, como un caso de incremento de demanda, provocado por un incremento demográfico, en el que la oferta global no pudo avanzar al mismo ritmo y produjo inflación.

### La crisis de final delsigloXVI
En la segunda mitad del siglo XVI, Felipe II se afanó en reparar el terrible bache que sufría la Hacienda Pública. Los ingresos, provenientes sobre todo de la plata americana, eran ingentes, pero los gastos lo eran todavía más. Parte de la causa de aquel derroche se encontraba en la necesidad del recurso al crédito: las campañas militares no podían esperar al momento de la llegada a Sevilla de los galeones procedentes de América; y cuando finalmente se desembarcaba la plata, iba a engrosar directamente las bolsas de los prestamistas que habían adelantado el dinero a elevados tipos de interés. En 1575, el Estado español, dueño en ese momento, de medio mundo, hubo de declararse técnicamente en bancarrota, suspendiendo los pagos. La repercusión moral de aquella decisión fue inmensa en toda Europa. Felipe II, llegó pronto a un arreglo con sus prestamistas, y pudo evitar al fin la declaración formal de insolvencia. Los acreedores no cobrarían en los plazos previstos, pero disfrutarían durante un largo período, que podía llegar hasta setenta años, de determinadas rentas o fuentes de ingreso del Estado. Se operó lo que actualmente se conoce como una conversión de la deuda: de flotante a consolidada. Este acuerdo representó una tabla de salvación a corto plazo, aunque a la larga, la salida no podía ser más onerosa para la Hacienda española.
Tanto en los Consejos como en las Universidades españolas, especialmente en la de Salamanca, se discutió las causas de aquella crisis económica, por la que España, a pesar de la riada de plata que afluía sobre ella, parecía cada vez más pobre. Fueron los tratadistas salmantinos los primeros en intuir, lejanamente, el fenómeno de la inflación: los españoles contaban con grandes cantidades de metales preciosos, pero apenas tenían qué comprar con él. La demanda era mucho mayor que la oferta. Los precios subían de forma incontenible y la industria española, con los precios más altos de toda Europa, no podía resistir la competencia extranjera y se venía abajo. Los españoles se veían obligados de esta manera a comprar en el extranjero sus productos a costa de la plata, que se esfumaba tan rápidamente como había llegado. En lo referente a la economía pública del Estado, el mal radicaba sobre todo en el crédito. La necesidad de pedir dinero adelantado resultaba muy lesiva, puesto que gravaba los gastos normales de guerra en un buen porcentaje. Otro de los problemas existentes eran los transportes, la vía marítima hacia los Países Bajos había quedado cerrada, y Felipe II tardó bastante tiempo en comprender la necesidad de dominar el mar. La plata americana había de ir a Flandes por vía terrestre, a lomo de acémilas, atravesando para ello Francia, cuyo gobierno exigía, como derecho de paso, nada menos que un tercio de la mercancía.
Un flamenco, Van Oudegherste, propuso al rey la creación de un banco estatal con sede en Madrid y sucursales en las principales plazas del Imperio, que pudiesen colocar sin esfuerzo las sumas precisas allí donde hiciesen falta en cada momento. Aquel medio hubiera resuelto de golpe todos los problemas de la Monarquía Católica (Lapeyre); pero faltaba el punto de partida indispensable que era un capital inicial.
Con todo, el monarca llegó a un acuerdo relativamente favorable con uno de los negociantes españoles más ricos de la época, Simón Ruiz, y pronto quedó generalizado el sistema de asientos. Un asiento era una operación mixta de crédito, cambio y giro. El monarca se consideraba deudor de una determinada cantidad, con sus correspondientes intereses; y el prestamista ordenaba a sus corresponsales que pusieran a disposición de los agentes españoles, en los Países Bajos, por ejemplo una cantidad equivalente en moneda del país. Con el sistema de asientos se ganó en rapidez y agilidad, al tiempo que se ahorraban los elevados gastos del transporte. Cierto que Felipe II siguió dominado por la pesadilla del crédito, y hubo de devolver siempre más de lo que le habían prestado. Pronto los enormes gastos obligaron a buscar prestamistas extranjeros, casi siempre italianos, con lo que la plata siguió emigrando. Pero por lo menos el nuevo sistema permitió salvar el bache, y hoy se cree que fue la clave de los éxitos de Alejandro Farnesio.

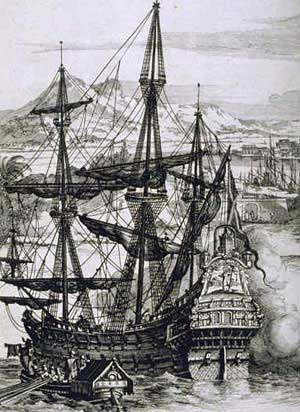
Un galeón español, de los que traía la plata de Indias, una fuente gratuita de dinero, para el Estado y para los particulares, que en modo alguno favoreció el desarrollo de la estructura económica de España y que a largo plazo acostumbró a los españoles al lucro fácil.

## La decadencia económica delsigloXVII
El siglo XVII, en contraste con el XVI que se puede valorar como de esplendor y expansión económica, ha sido considerado tradicionalmente por la historiografía como un tiempo de recesión y desastre económico y un periodo de decadencia y España junto a Italia se convirtieron en el paradigma de este proceso que fue común a toda Europa.
Desde el punto de vista económico español, este siglo pone de manifiesto el agotamiento de un crecimiento basado en el dinamismo del interior castellano al que viene a suceder un crecimiento caracterizado por el empuje de las zonas del litoral que va tomando forma en la segunda mitad del siglo y que se prolongará hasta la actualidad.

### Crisis de 1609
En 1607, el Tesoro se encontró frente a un descubierto de más de doce millones de ducados, que no hubo forma de llenar aquel año. Solo entre 1598 a 1609 y exclusivamente en las guerra en Flandes se consumieron cerca de 42 millones de ducados, siendo la guerra en Flandes un pesado lastre para la hacienda real. Fue preciso declarar una bancarrota a medias, del mismo estilo que la anteriormente mencionada de 1575.

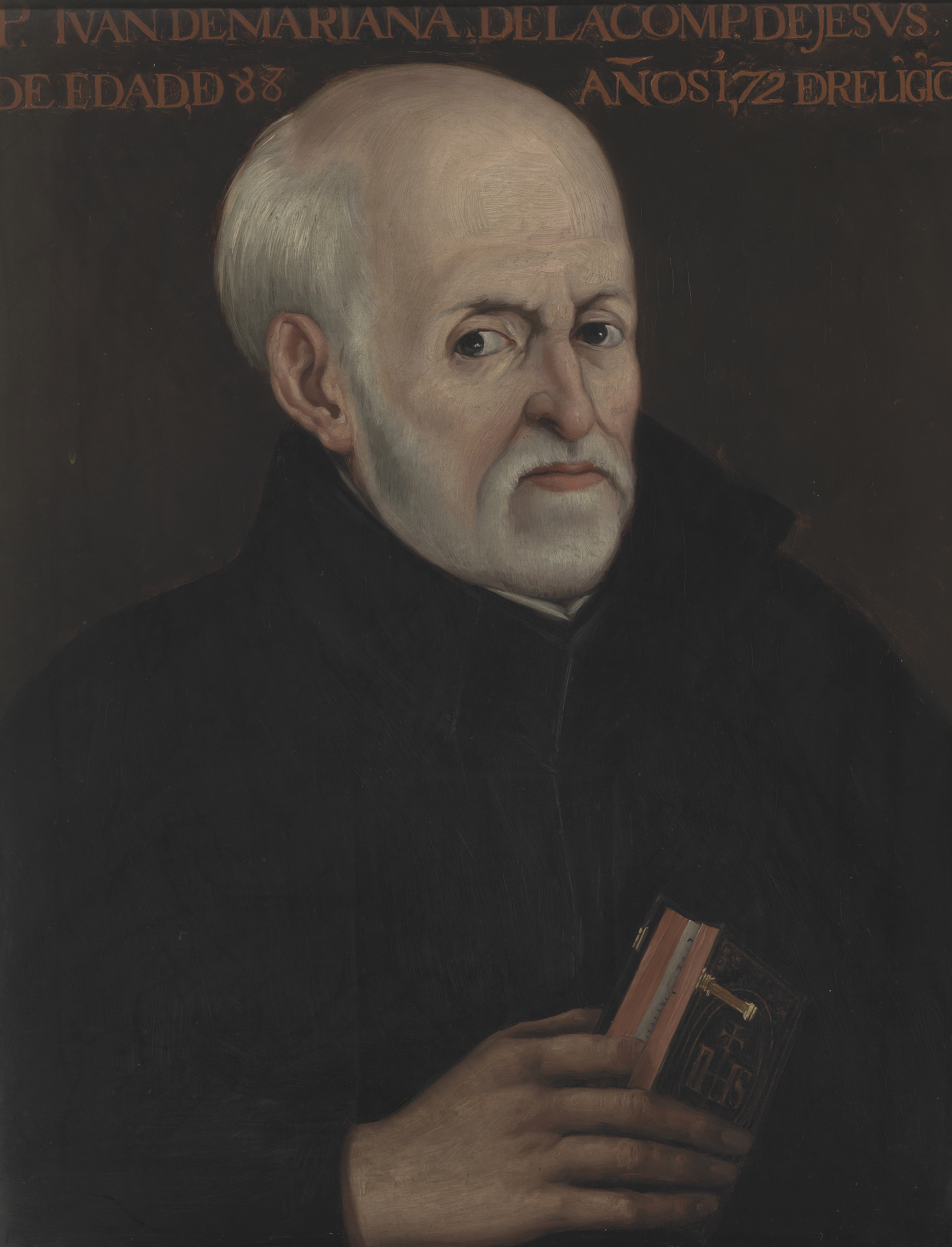
Retrato del jesuita español Juan de Mariana, autor de De monetae mutatione (1609), obra en la que denuncia la reducción del contenido de plata en las monedas de vellón durante el reinado de Felipe III provocando la reducción de su valor (hoy conocido como inflación).

El Estado suspendía los pagos, pero ofrecía a los acreedores una compensación en forma de juras-rentas de la Corona, que proporcionarían una satisfacción más que suficiente, en el largo plazo. La gran remesa de plata americana que se recibió en 1608 permitió enjugar las deudas; pero un año más tarde el Tesoro se encontraba entrampado de nuevo. En 1611 sería preciso un segundo arreglo con los acreedores.

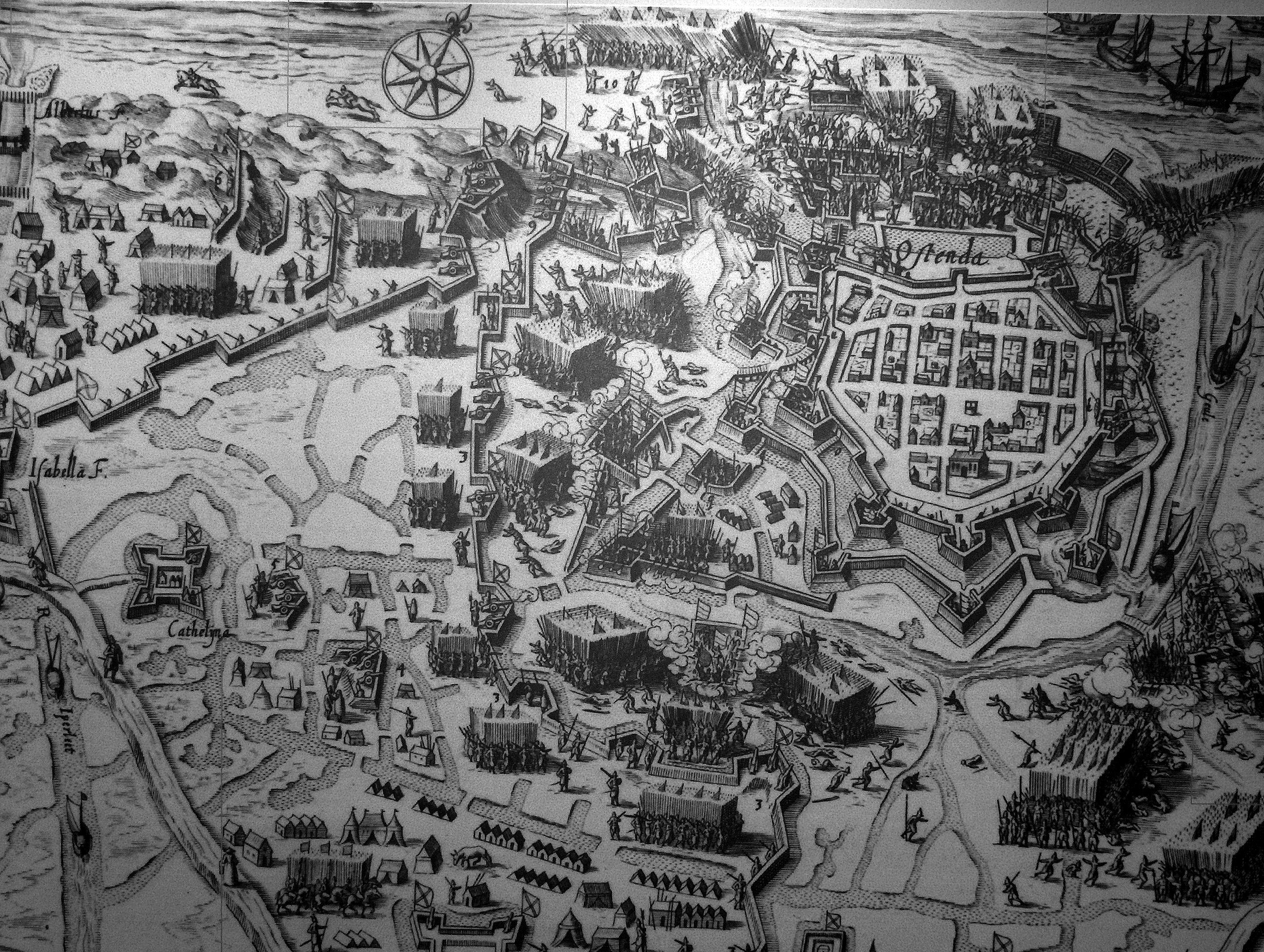
Ilustración del Sitio de Ostende (1602), el más largo y costoso de toda la guerra de los Ochenta Años. A pesar de que estos asedios eran exitosos, económicamente suponían un despilfarro de recursos muy considerable.

El caso parecía sorprendente, porque el Estado español en esos momentos no se hallaba inmerso en grandes empresas militares, como en el siglo anterior. La disculpa de los gastos que ocasionaba la indirecta guerra de Flandes no parecía suficiente. Fue precisa una investigación, y, aunque el duque de Lerma parece que no quiso llevarla a fondo, ante el temor de que se descubriesen demasiadas cosas, varios funcionarios de la administración fueron despedidos por cohecho, y envolvieron en su caída a Pedro Franqueza, uno de los validos del valido. Se echó tierra sobre el asunto, pero la solvencia de la maquinaria administrativa quedó desde entonces en entredicho.

### Situación económica
Si bien es cierto que en los mejores momentos del poderío español, las aportaciones de la plata de América significaban una gran cantidad de flujo de recursos, faltaba en la Península una organización bancaria, industrial y mercantil capaz de absorber todo aquel exceso de metal precioso. La plata de Indias era un cómodo expediente, una fuente gratuita de dinero para el Estado y para los particulares; pero en poco favoreció el desarrollo de la estructura económica de España; porque acostumbró a los españoles al lucro rentista, prescindiendo de la trabajosa transformación de los productos naturales, la industria, la artesanía, el comercio, y, en segundo lugar, porque la abundancia de metal encareció los artículos con referencia al extranjero. La industria nunca estuvo en condiciones de competir con la foránea, y los mismos españoles, muchas veces, preferían o incluso necesitaban importar sus artículos de consumo.
Los españoles de los siglos XVI o XVII emprendían enormes esfuerzos en conquistar continentes, mantener territorios,  mucho menos en asociarse para constituir compañías comerciales, mercantiles o de industria.
La plata americana fue la panacea temporal capaz de compensar los fallos de la estructura económica española. En términos generales, puede decirse que permitió a los españoles vivir de rentas, sostenerse sin organizarse para producir bienes de consumo. Pero llegó un momento en que la riada de caudales americanos empezó a agotarse, y con una rapidez increíble:
- 1620-1630, la cantidad de plata recibida es todavía comparable a la de los mejores tiempos.
- 1630-1640, la cantidad se redujo a poco más de la mitad.
- 1640-1650, la cantidad recibida se reduce a menos de la tercera parte.
- En años posteriores se alcanzaban cifras muy reducidas, diez veces inferiores a las de principios de siglo.

Nadie por entonces se explicaba las razones de este fallo, aun hoy resulta difícil determinar sus causas económicas y financieras. Parece que las minas americanas se agotaban, y más que por una repentina desaparición de los filones, por su diversificación. Como es natural, en un principio se habían explotado las venas más gruesas y más fáciles; el sistema de la amalgama y la prisa por extraer la mayor cantidad de metal antes de que expirasen los plazos de arrendamiento favorecieron una explotación intensiva. Y llegó un momento en que, sin desaparecer la plata, solo quedaron los filones de explotación más difícil. Las vetas se habían dividido en dos o tres, y obligaban, por tanto, al trabajo de un número triple de obreros para obtener el mismo rendimiento de antes, precisamente cuando la despoblación indígena estaba produciendo en toda América una angustiosa falta de mano de obra. Muchas minas hubieron de cerrar ante las crecientes dificultades de explotación.
De manera paralela, en la América española, se produjo un cambio social y en el ritmo de vida, al comenzar a explotarse las grandes propiedades y los inmensos pastizales y de esta forma América comienza a vivir una vida propia, sustentándose de sus propios recursos sin necesitar importar todo género de artículos a cambio de la plata de sus minas. La Península, por el contrario, ve quebrada de forma radical su estructura económica que por espacio de ciento cincuenta años había sido la base del Imperio. En una España pobre de tierras y de recursos industriales, dependiente de los recursos externos, la falta de plata hundió la modesta organización económica, consecuencia de ello:
- Se generalizó la acuñación de moneda de vellón.
- Disminuyó la confianza en los valores monetarios.
- Los márgenes de beneficios se redujeron casi a cero.
- La producción bajó y el comercio quedó paralizado.

Sometida a los ataques de sus principales adversarios y vecinos europeos en todos los frentes, según Hamilton la ruina económica antecede a la derrota militar y una de las causas más claras de la decadencia del país, situación que tardó decenios en ser resuelta.

## La entrada de los Borbones en 1700

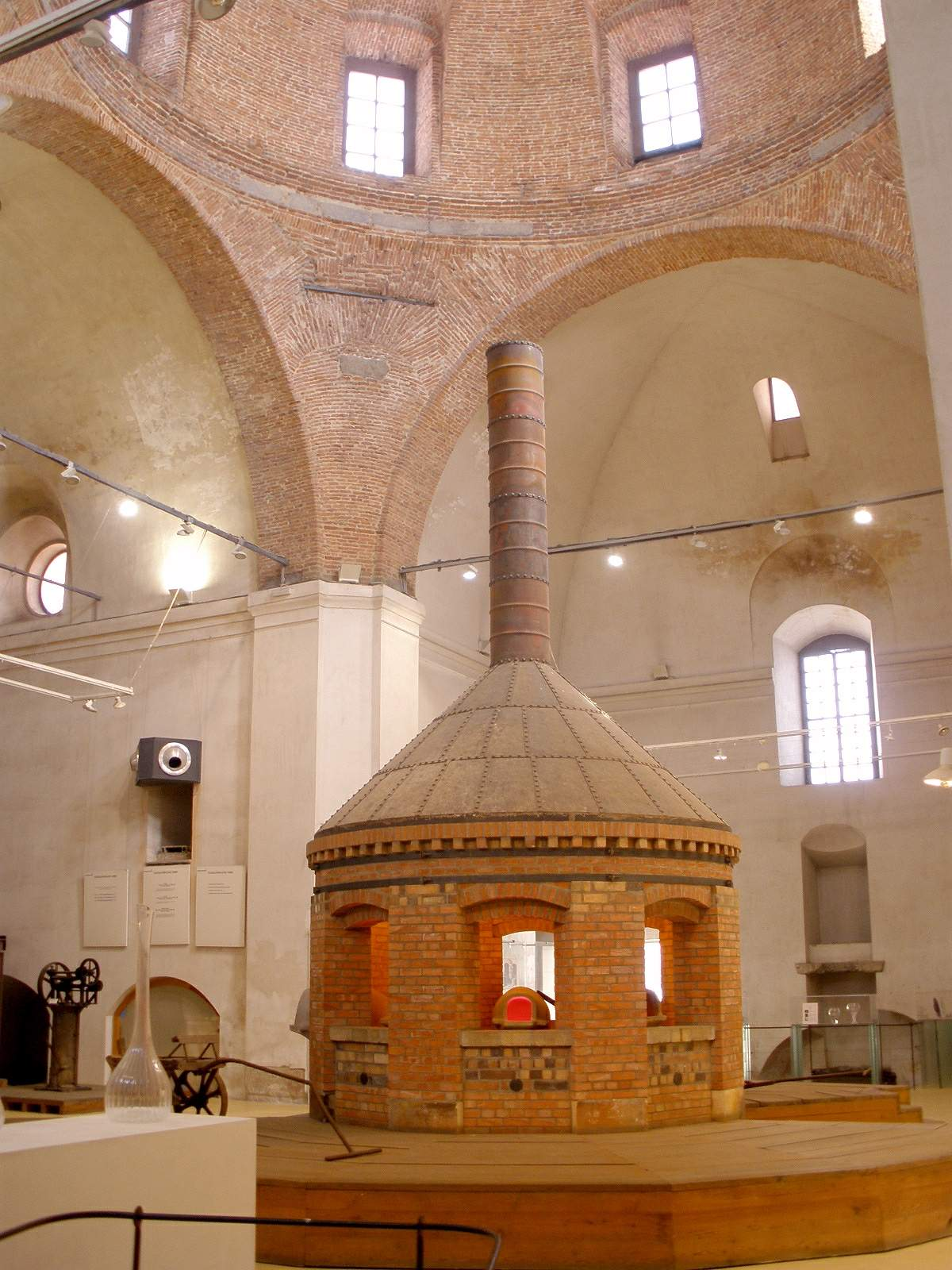
Vista de la Real Fábrica de Cristales de La Granja de San Ildefonso, creada en el e impulsada por Carlos III.

En la última mitad del siglo XVII, la economía de España había cambiado de forma trascendental, iniciándose en estos años, un modelo que se prolongó hasta el siglo XX y que se caracteriza por el empuje de las zonas periféricas del país frente a la anterior hegemonía castellana. Hacia 1700 se empiezan a marcar unas diferencias entre las distintas áreas territoriales que explicarán el recorrido económico del país en el futuro.

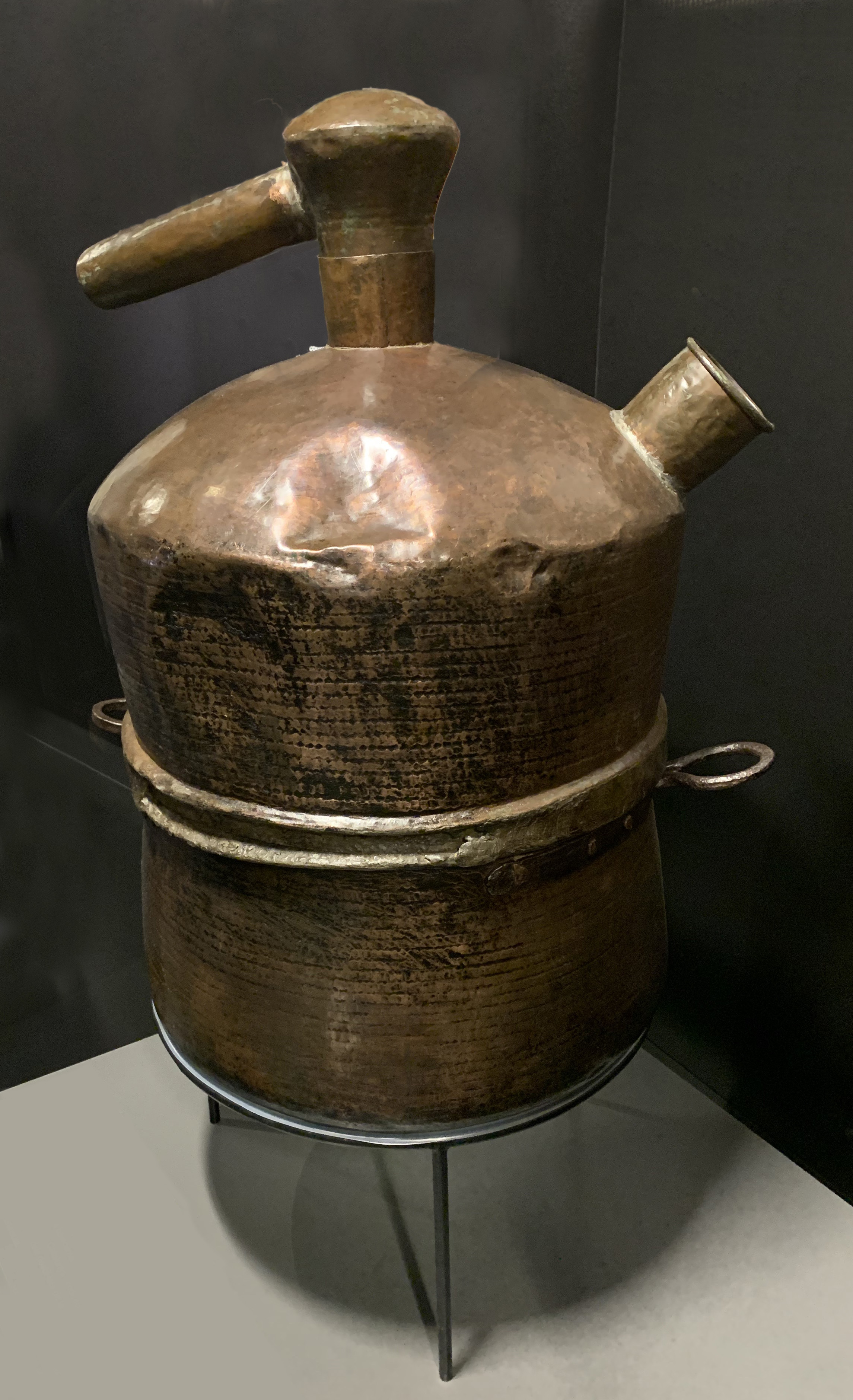
Alambique catalán del para la elaboración de brandy

Tras finalizar la guerra de sucesión española, Felipe V se enfrentó a la ruinosa situación económica y financiera del Estado, luchando contra la corrupción y estableciendo nuevos impuestos para hacer más equitativa la carga fiscal. La llegada de la dinastía borbónica impuso una profunda renovación de la administración hacendística con la creación de la Secretaría de Hacienda, que desplazó al correspondiente Consejo.
A través de los Decretos de Nueva Planta, (Decreto de 1707 para Aragón y Valencia, de 1715 para Mallorca y de 1716 para Cataluña) se logró racionalizar la organización fiscal de la Corona de Aragón, se fracasó sin embargo al intentar imponer la misma organización en Castilla, pues el proyecto de Única Contribución, aprobado en 1749, no sobrevivió a su promotor, el marqués de la Ensenada. Se eliminaron las aduanas entre Castilla y el Reino de Aragón, con lo que desaparecía un obstáculo importante para la creación de un mercado único, también desaparecieron los controles a determinados precios, fundamentalmente el trigo (año 1765).
Desde el punto de vista de los ingresos públicos, destaca el crecimiento de los ingresos provenientes de América y el volumen de deuda pública sufrió una progresiva reducción que la transformó en una masa de escasa importancia.

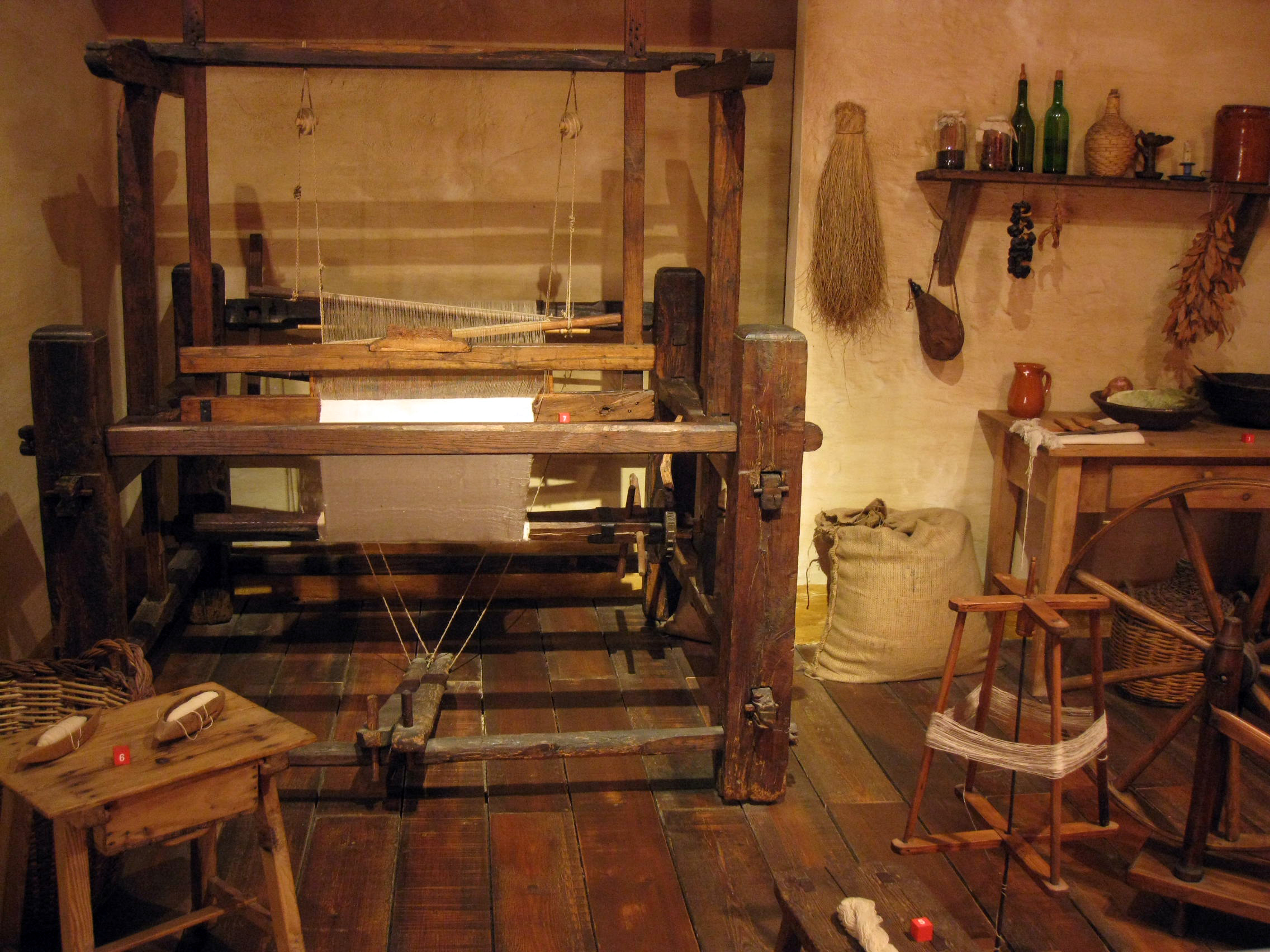
Telar tradicional del en Tarrasa

La industria textil catalana del setecientos merece una atención singular por la magnitud de su desarrollo, por el destacado papel que este tuvo en la posterior industrialización de dicha región, que fue pionera en España y el indiscutible liderazgo que el Principado ejerció en la industrialización de los subsectores algodonero y lanero españoles.
Durante el reinado del rey Carlos III se fundaron una serie de industrias de manufacturas de lujo, la de porcelanas del Retiro, la Real Fábrica de Tapices, la Platería Martínez y la real fábrica de cristales, se liberalizó parcialmente el comercio exterior, y desde 1778 totalmente el de América, suprimiendo la Casa de Contratación, permitiendo la creación de compañías internacionales, según la tradición de Holanda y Francia y se abrieron nuevos puertos en la península y América para el comercio.

## El : El inicio de la industrialización española

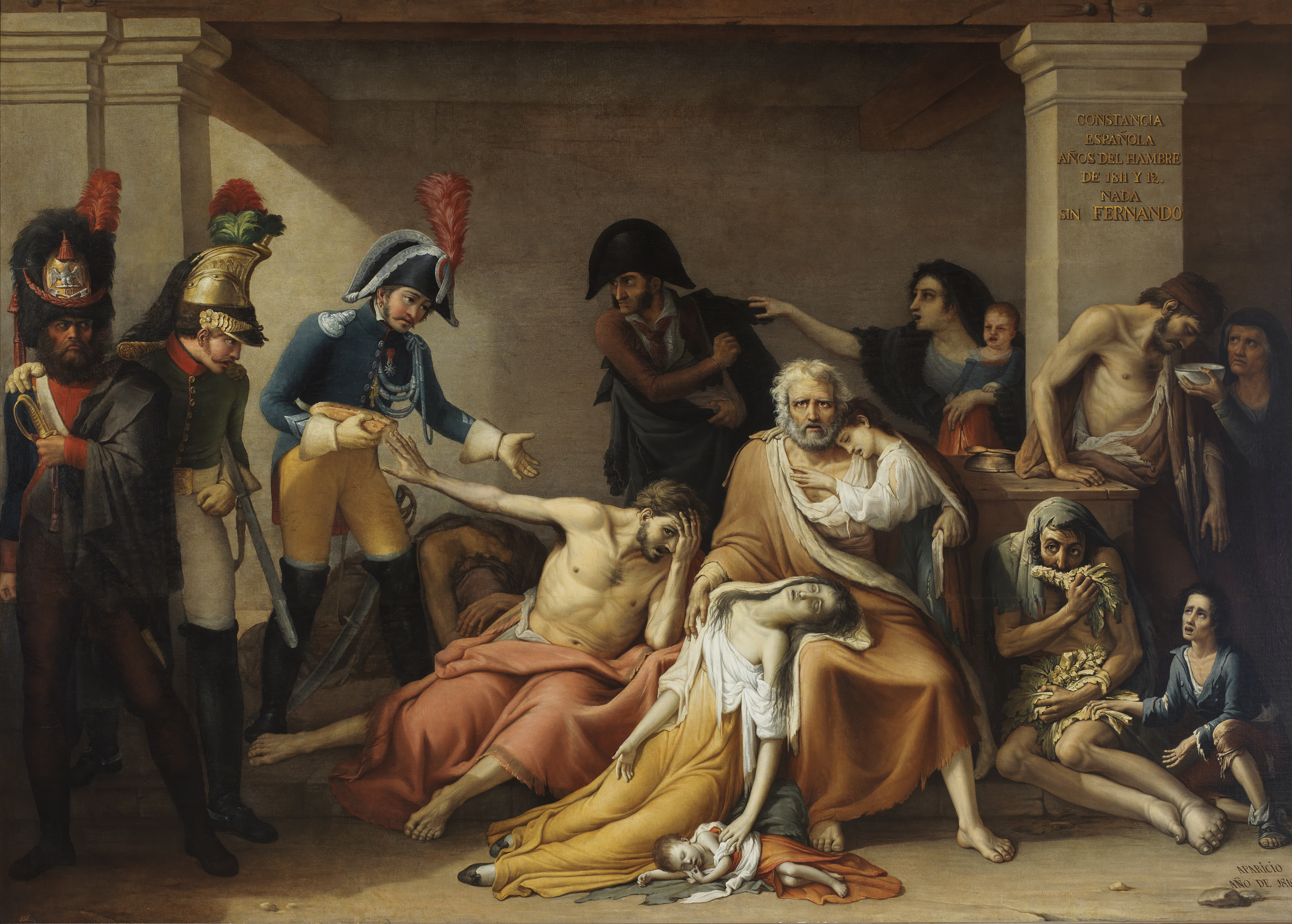
El hambre en Madrid, 1818, de José Aparicio. La obra representa el hambre padecida por los ciudadanos de Madrid durante la invasión francesa, en concreto a un grupo de civiles rechazando la ayuda de los soldados franceses.

## ElsigloXIX: El inicio de la industrialización española

### Antecedentes
Al estudiar los inicios de la industrialización en España y compararlos con la revolución industrial de Inglaterra se observa que los principales hechos que habían dado lugar a esta comenzaron en el último tercio del siglo XVIII en Inglaterra, con una acumulación primitiva de capital financiero que llevó a cambiar las estructuras agrarias existentes. Estos cambios generaron excedentes en la producción de productos alimenticios. Este excedente liberó mano de obra de la agricultura que pudo dedicarse a las nuevas actividades productivas además de contribuir a la mejora de las rentas agrarias facilitando un mercado interior para la propia producción industrial.
En contraposición a Inglaterra, entre finales del siglo XVIII y comienzos del siglo XIX la economía española en su conjunto presentaba una economía mercantilista en la que no se localizaban los mecanismos de apropiación y acumulación propios del modelo capitalista.
Los hechos principales que impedían el desarrollo industrial pueden sintetizarse en los siguientes:
- La existencia de un mercado interior reducido y fragmentado. El mercado español era, según palabras de Josep Fontana, «una agregación de células rurales aisladas, con un tráfico insignificante entre ellas». La razón fundamental de la compartimentación del mercado era la ausencia de medios de transporte que conectaran adecuadamente los distintos mercados locales. Existía también un bajo nivel de demanda que venía motivado por la baja densidad de población en España en comparación con países vecinos y por un nivel de renta que se encontraba también muy por debajo de otros países europeos como Francia e Inglaterra.
- La presencia de una agricultura tradicional de subsistencia con un fuerte componente de autoconsumo que solo intercambiaba escasos excedentes por productos procedentes de la pequeña industrial artesanal local.
- La situación general del Estado, con un déficit presupuestario permanente, arrastrado desde que se puso término a las remesas americanas de plata. Este déficit permanente condicionaba la política económica forzando la emisión masiva de deuda pública, agravado por un sistema tributario incapaz de generar ingresos suficientes. Esto contribuía al denominado efecto expulsión de la economía privada y al estrangulamiento de la misma por parte del Estado, que impedía el nacimiento de nuevos proyectos privados al acaparar con deuda pública la financiación que habría sido necesaria para emprender esos proyectos privados.
- La ausencia de instituciones financieras adecuadas para impulsar el proceso de industrialización.

La excepción a toda esta situación fue Cataluña donde sí se podían encontrar indicios de un proceso similar al llevado a cabo en Inglaterra. En el caso catalán la producción agrícola desde principios del siglo XVII se vio encauzada hacia la comercialización a través de una mayor intensificación y especialización de los cultivos. Este proceso se vio reforzado por la existencia de una fuerte demanda exterior. A esto se añade una acumulación externa de capital originada por el comercio colonial.
Otros factores de trascendencia en el retraso del proceso de industrialización en España son:
- Un menor impulso de la empresa en España, en comparación con otros países europeos como Inglaterra, Alemania y Holanda.
- El nivel de la tecnología y la educación en España eran reducidos. Por ejemplo, en 1874 el nivel de analfabetismo era del 54.2 por ciento en los hombres y del 74.4 por ciento en las mujeres.

### La industrialización

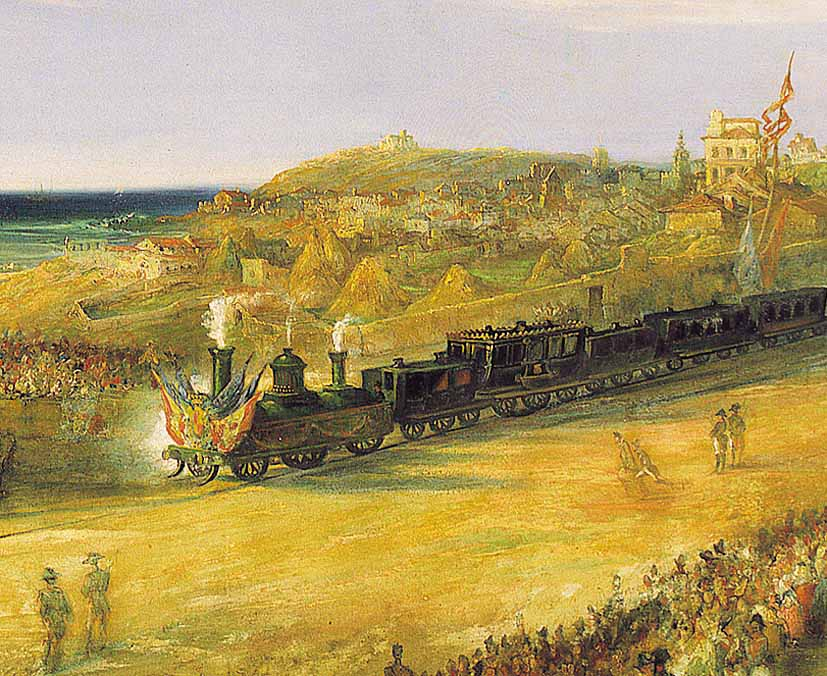
Inauguración del ferrocarril a Langreo. Cuadro de Jenaro Pérez Villamil. 1852.

La situación descrita provocó que la industrialización española se produjera con retraso respecto al proceso iniciado en Europa. Desde el comienzo del reinado de Isabel II, en 1833, el proceso de industrialización se aceleró. La ausencia de capital suficiente en el interior había limitado hasta entonces el avance del proceso de industrialización. Fue en este periodo cuando se empezó a suplir la falta de capitales internos con la inversión procedente del exterior. La financiación exterior jugó un papel fundamental en el proceso industrializador español proporcionando no solo los recursos financieros hasta entonces insuficientes sino también adelantos técnicos ya extendidos por Europa que empujaron el proceso industrializador.

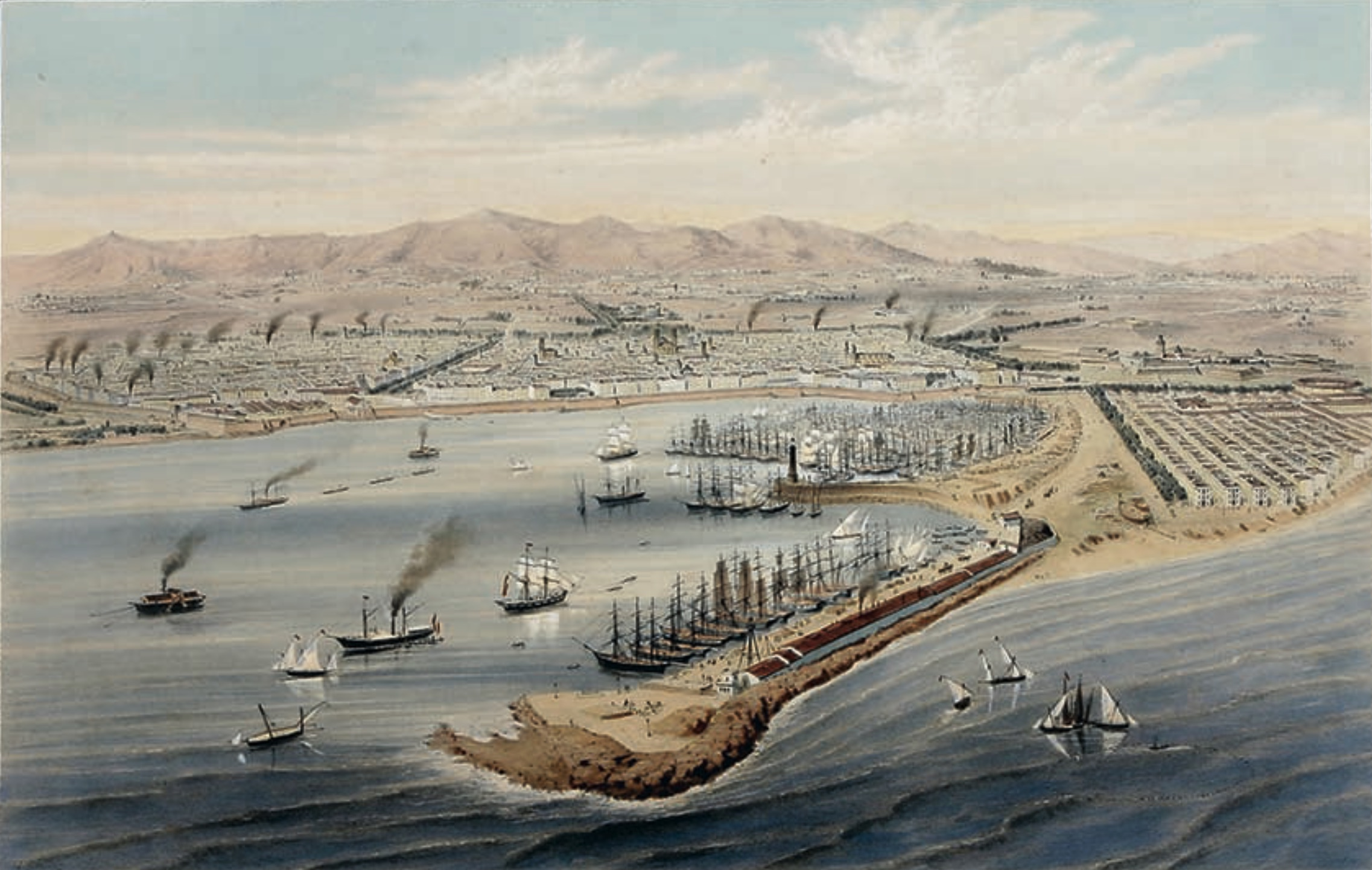
Vista del puerto de Barcelona en 1856.

Esta entrada del capital extranjero en la segunda mitad del siglo XIX se hizo predominante ante la debilidad e impotencia de la naciente burguesía española. Esta entrada de capital (canalizada fundamentalmente a través de las Sociedades de Crédito Mobiliario) hizo posible, entre otros cosas, proyectos de construcción de ferrocarriles, la puesta en explotación de recursos mineros y la explotación de servicios públicos urbanos.

## Proteccionismo y consolidación de la economía española a finales delsigloXIXy principios delXX
España se asoma al siglo XX muy distinta de como se encontraba siete décadas atrás: aunque no ha logrado en ese tiempo acortar las distancias que le separaban de sus vecinos más prósperos y dinámicos, en particular de Inglaterra y Alemania, sí aguantó el tirón de esas naciones de referencia, arrancando el siglo preparada para subirse, aunque sensiblemente retrasada, al tren de la segunda revolución tecnológica y a la dinámica de crecimiento que traía consigo.
El inicio económico del siglo XX vino también marcado por la pérdida de los últimos vestigios del imperio colonial, con un claro triunfo de las tesis proteccionistas y una acentuación de los mecanismos nacionalistas en el terreno económico.

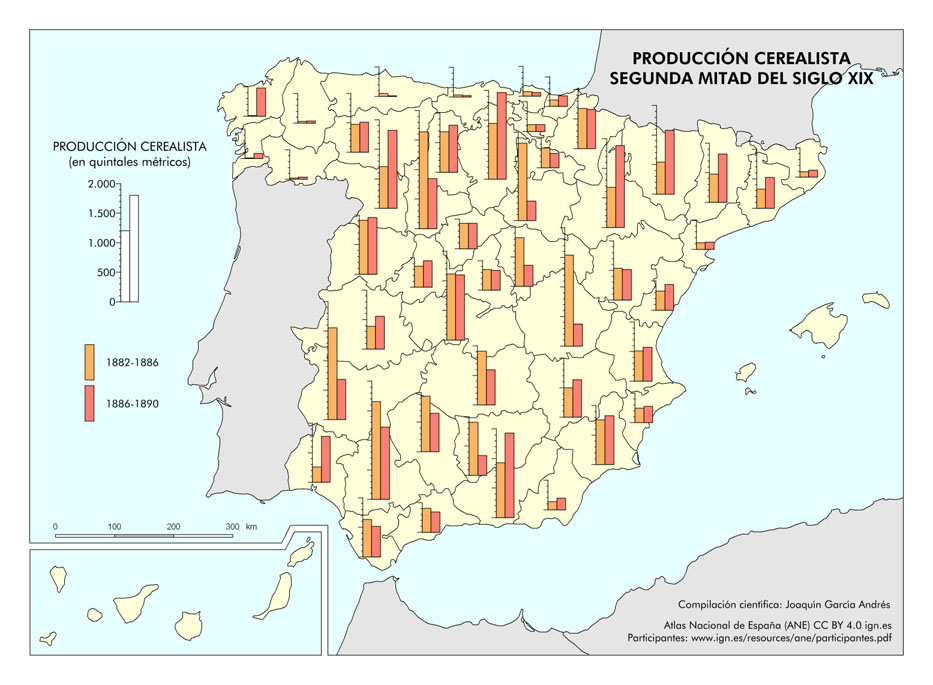
Mapa de producción cerealista (1882-1890).
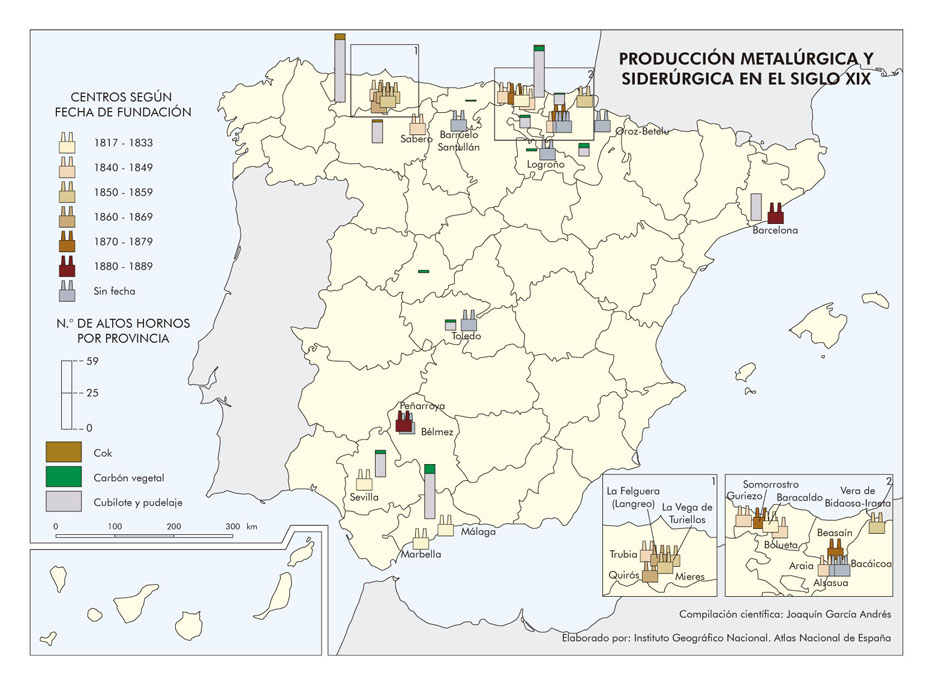
Mapa de la producción metalúrgica y siderúrgica (1800-1899).
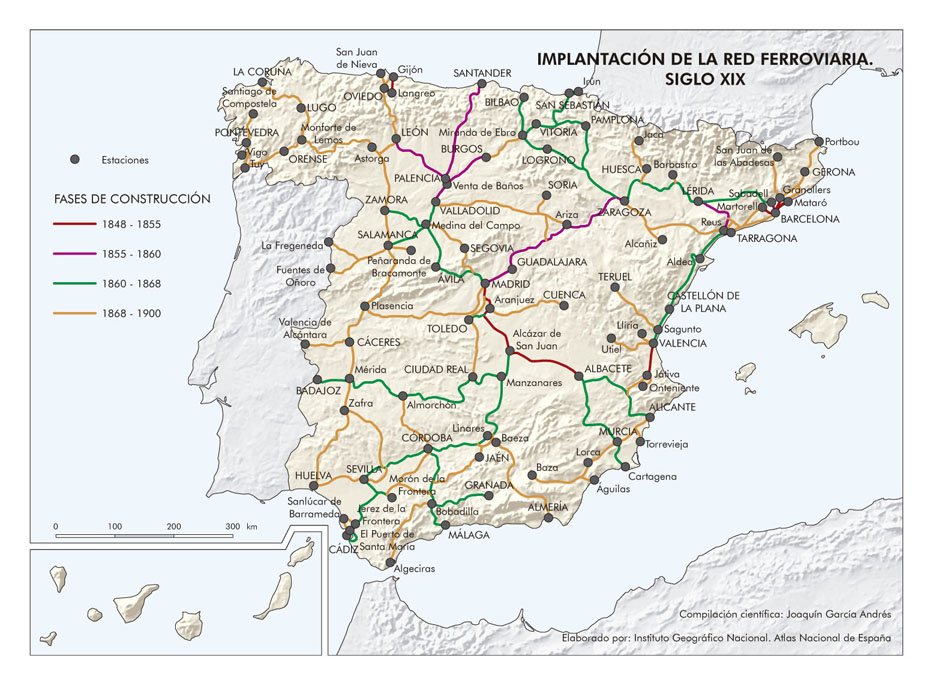
Mapa de implantación de la red ferroviaria (1848-1900).

### Proteccionismo
A partir del último cuarto del siglo XIX se registró en España una evolución decidida hacia el proteccionismo. Esta fue una tendencia generalizada en casi toda la Europa en esa época, solo Inglaterra, Bélgica, Holanda y los países nórdicos se mantuvieron fieles al librecambio. Los hechos y factores que explican esta tendencia son los siguientes:
- Primero. La caída de la inversión extranjera desde comienzos de 1880, ligada a la crisis internacional de 1882.
- Segundo. La crisis agrícola del cereal. La extensión del cultivo en Estados Unidos, junto a la reducción de los costes de transportes marítimos y terrestres, provocaron que fuera más barato abastecer las ciudades costeras españolas con importaciones que traerlo desde las regiones del interior español. Ante las presiones sociales y empresariales de los productores, el gobierno optó por la elevación de las barreras aduaneras.
- Tercero. Dificultades de la industria textil catalana por la debilidad del mercado interior y la fuerte competencia exterior, que consiguieron la «reserva del mercado nacional».

De todos los hechos expuestos nació una alianza de intereses entre los grupos industriales catalanes y los agricultores terratenientes cerealistas que mantenían intereses comunes proteccionistas.
Las medidas concretas de protección se concretaron primero con una política de protección arancelaria, tanto para las nuevas actividades como para las ya consolidadas; segundo se implantaron medidas de apoyo a la protección nacional entre las que se encuentra la Ley de 1907, que estableció que en los contratos firmados por el Estado solo se admitían productos de producción nacional, y por último una política de mayor intervencionismo económico por parte del Estado.

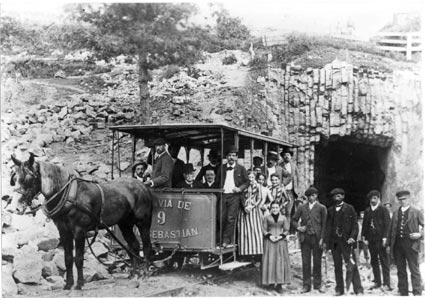
Imagen del tranvía de San Sebastián en 1888.

### Consolidación de la economía nacional
En el proceso de industrialización se abre una nueva etapa, desde las últimas décadas del siglo XIX, que se prolongará durante el primer tercio del siglo XX. En esta consolidación de la economía, dentro de un contexto de proteccionismo económico y bajo sus costes asociados, se optó por una vía nacionalista del capitalismo español. Se produjeron una serie de hechos que ayudaron en este proceso:
- La entrada de capitales procedentes de la repatriación coloniales (tras la guerra hispano-estadounidense de 1898) y remesas de emigrantes, que habían tenido su desenlace final en 1898, lo que permitió cubrir el descubierto de la balanza de pagos.
- Las exportaciones de mineral de hierro del País Vasco, que durante las últimas décadas del siglo XIX y las primeras del XX supusieron la fuente de financiación esencial de la industria y el capitalismo vasco.
- La influencia de la Primera Guerra Mundial (en la que España se declaró neutral) tuvo una importancia decisiva: la extraordinaria acumulación de capital permitió una política efectiva de nacionalización por parte de la naciente burguesía española, que reconquistaría el control de las principales actividades económicas que se encontraban en manos de sociedades e inversionistas extranjeros. De la misma manera, la deuda pública existente se desplazó casi en su totalidad a manos internas. El proceso continuó después de la guerra mundial.

### Bases de la economía del primer tercio delsigloXX

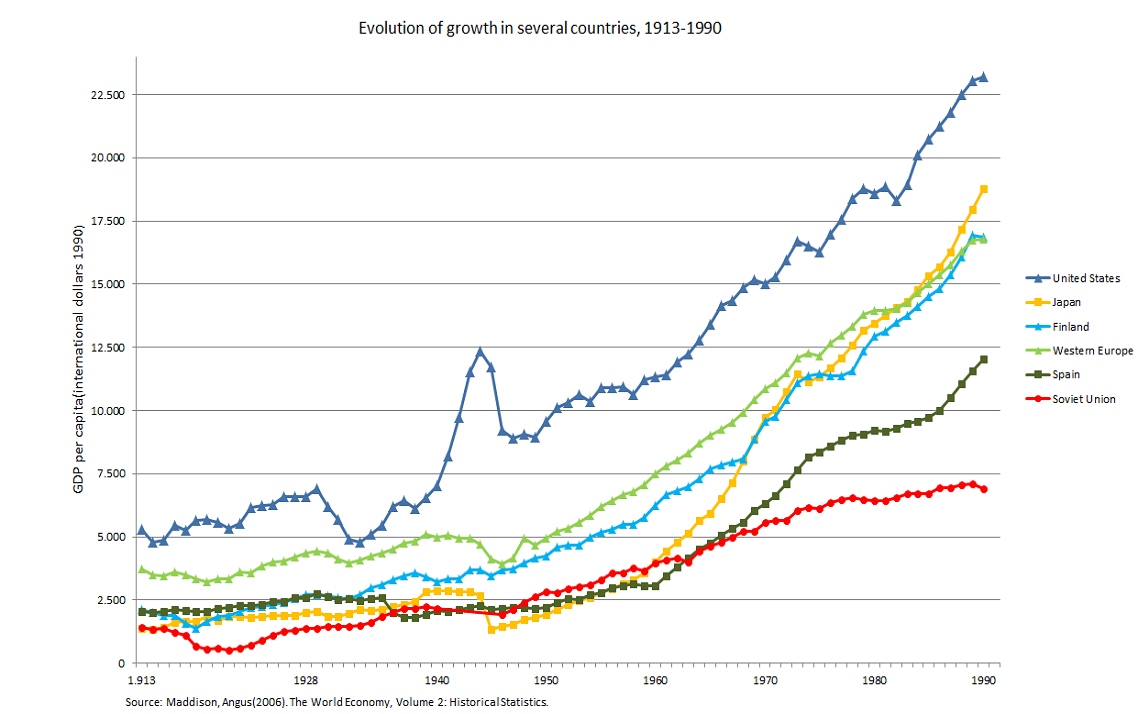
Evolución del PIB per cápita de España y otros países desde 1913 hasta 1990.

Las bases de la economía resultantes de esta economía proteccionista, durante la primera mitad del siglo XX fue la existencia de una zona agraria interior dedicada al cultivo extensivo con bajos rendimientos, que subsistía gracias a una rígida protección y reserva del mercado interno, destinándose la totalidad de sus productos al consumo interno del país.
Existía por otro lado una zona periférica industrial, que producía fundamentalmente para el mercado nacional, puesto que los costes con los que funcionaba y su productividad le impedían competir en el mercado exterior. Fueron también industrias necesitadas de una fuerte y progresiva protección.
Por último también existía una zona mediterránea exportadora que vendía parte de sus productos al exterior y aportaba las reservas exteriores necesarias para adquirir las importaciones que permitían el funcionamiento de las industrias más protegidas.
A modo de balance global del primer tercio del siglo, los resultados son más bien alentadores, resaltando dos indicadores cruciales: la reducción a la mitad en las tasas de analfabetismo y la duplicación de los coeficientes de inversión, como expresiones claras del progreso de la economía española en este período. Un progreso que suponía crecimiento lento pero sostenido y que planteaba un cambio, no radical pero sí continuo, en varios niveles de la estructura social y económica del país.

## La economía autárquica (1939-1957)

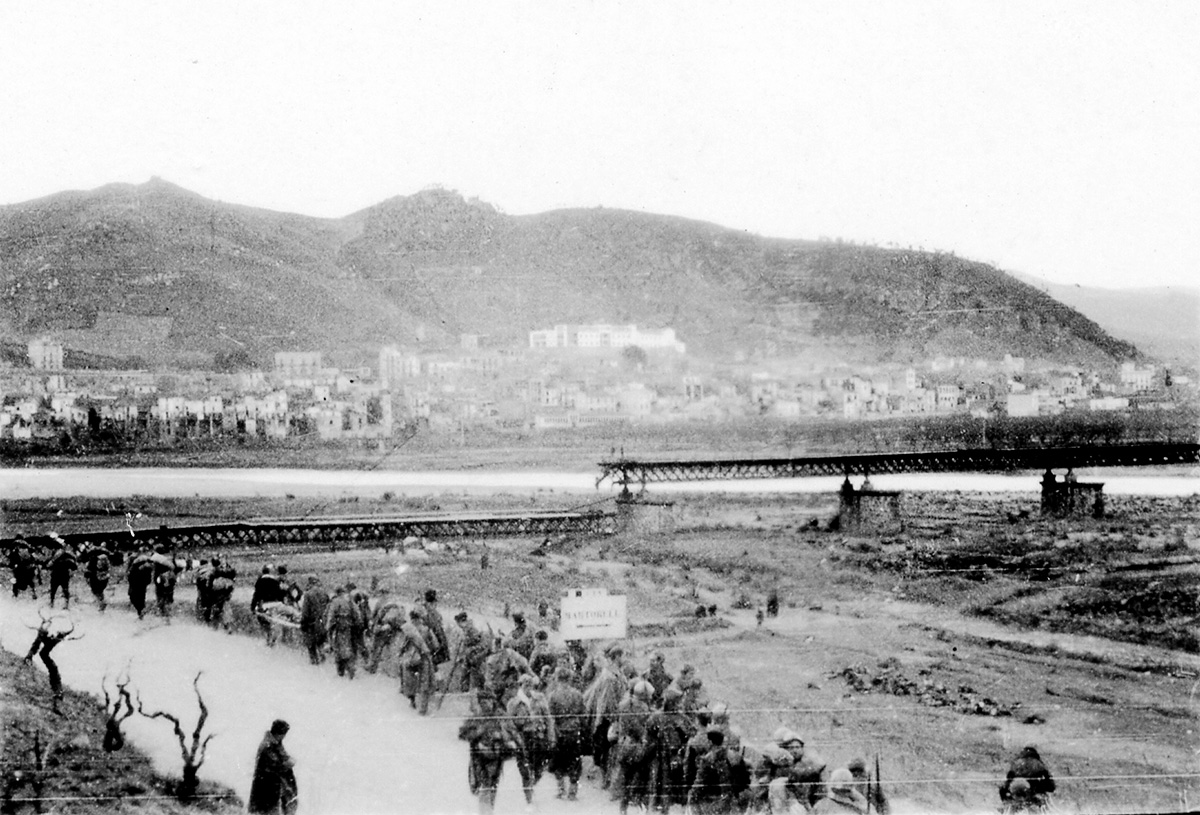
Puente del ferrocarril sobre el río Llobregat a la altura de Martorell, volado por los republicanos en retirada durante la guerra civil española (1936-1939).

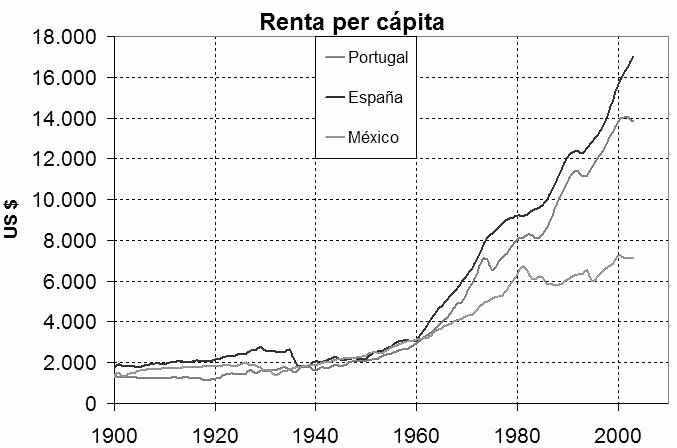
Comparación del PIB per cápita nominal de España, Portugal y México, durante el.

La evolución de la economía española, al finalizar la Guerra Civil, durante la década de los años cuarenta, fue catastrófica, con una permanente crisis, más larga y profunda que la sufrida por el resto de países europeos al finalizar la Segunda Guerra Mundial y que impidió alcanzar los niveles económicos de antes de la Guerra Civil hasta finales de la década de las cincuenta. La situación económica se caracterizó por un hundimiento de la producción y una gran caída del consumo. Los productos básicos de primera necesidad quedaron racionados hasta 1952. La vida cotidiana de los españoles estuvo dominada por el hambre, la escasez de fuentes de energía y las enfermedades.
Si hasta 1936 la economía española se había caracterizado por el proteccionismo de sus aranceles, desde 1939 este proteccionismo se convierte prácticamente en un cierre y aislamiento de los mercados españoles.
Este proceso ha de entenderse como una continuación y un reforzamiento de las posiciones anteriores, remarcadas por el carácter nacionalista del gobierno establecido y en el que también influyó la coyuntura internacional de la guerra y la posguerra mundial. La concreción de esta política económica se materializó en los tres hechos siguientes:
- Política industrial fuertemente intervencionista, materializada en la sujeción de las inversiones industriales de cualquier clase a un régimen de autorización previa y la concesión de privilegios y estímulos a las industrias de interés nacional y el consiguiente estrangulamiento de la inversión extranjera mediante la fijación de límites a la participación en el capital de las empresas y la prohibición de disponer de los saldos en pesetas en las cuenta corrientes de titulares con residencia en el extranjero. Los mecanismos de control alcanzaban licencias de apertura y ampliación, control de precio de productos y control en la distribución por la existencia de racionamiento en muchos productos.[15]
- En el ámbito del comercio exterior las medidas que se tomaron fueron más allá del establecimiento o endurecimiento de los aranceles, se produjo el establecimiento de un comercio de carácter bilateral, con fijación de controles muy directo del tipo de cambio de la peseta, que exigían la necesidad de obtención de autorizaciones de canje de divisas, también se requerían permisos para comerciar, las denominadas licencias de importación, se adoptaron cupos y contingentes a la importación y la existencia de reservas de determinadas parcelas del comercio al propio Estado.[14][16]
- En política monetaria, en los mercados de capitales, la escasez de ahorro interno y el cierre de los mercados internacionales llevaron al Estado a establecer una política expansionista de efectos inflacionistas dirigida a asegurar la financiación del sector público y a proporcionar a la economía cuanto recursos monetarios necesitase.[17]

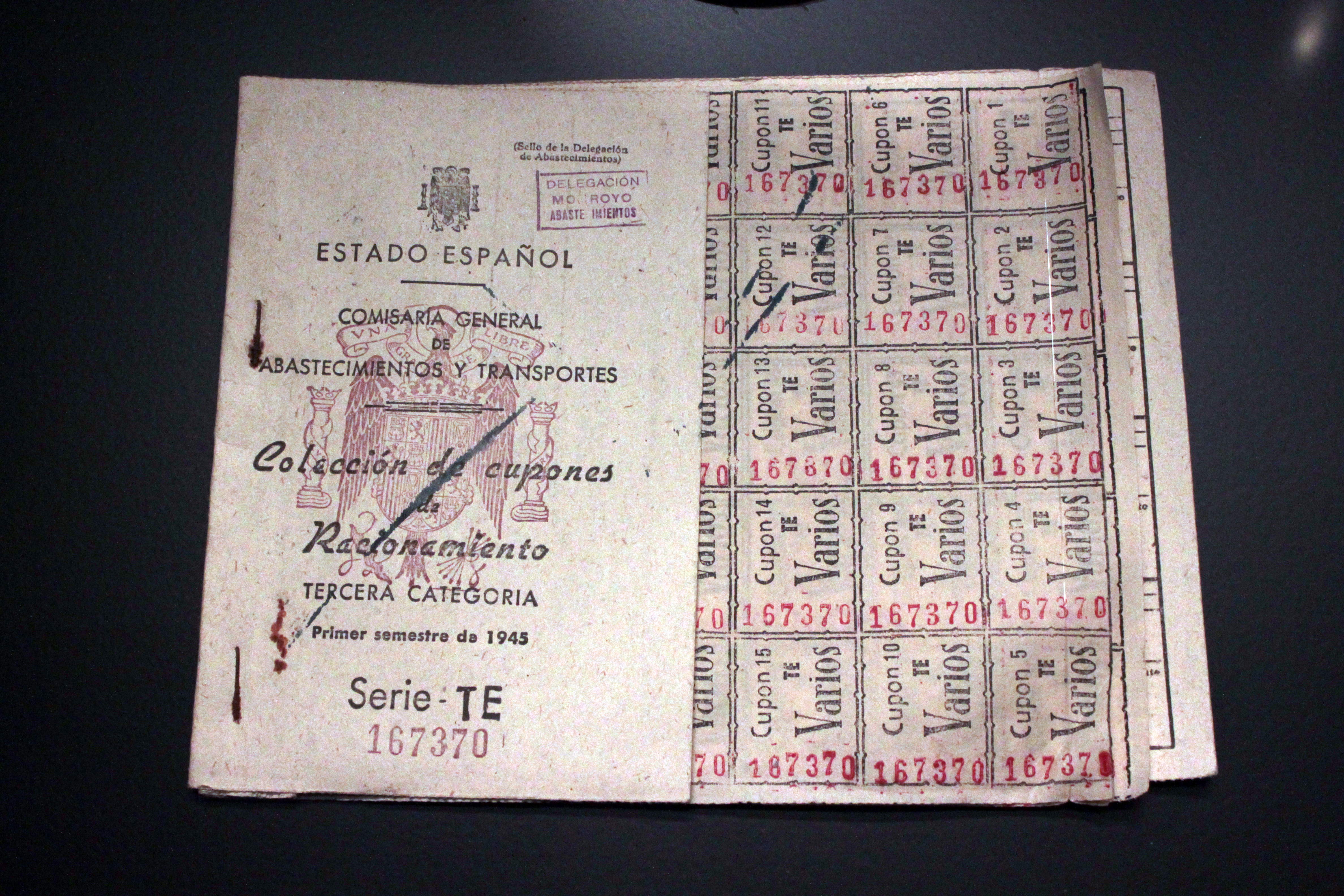
Cartilla de racionamiento del primer semestre de 1945.

También es destacable durante este periodo, en el afán industrializador del gobierno, de alcanzar el máximo autoabastecimiento nacional; la creación en 1941 del Instituto Nacional de Industria, con el objetivo de promover la creación de nuevas empresas industriales y del desarrollo económico de la nación dentro de la visión autárquica de la economía, fue una institución que perduró hasta 1995 y que llegó a formar un holding de más de 50 empresas.

## La apertura al exterior (1957-1973)
Desde el inicio de los años cincuenta, los acontecimientos y los resultados mismos del proceso económico presentan ya otro cariz diferente. Por un lado, factores del ámbito internacional como es un largo ciclo expansivo de los países occidentales y el recuperado valor geoestratégico de España y por otro lado, factores de carácter internos que incluyen ciertas medidas gubernamentales económicas aperturistas, al principio en forma muy lenta y que irán adquiriendo mayor amplitud y velocidad, a la vez se fue produciendo una cierta renovación generacional en ámbitos de la vida empresarial y de la Administración Pública, explican la liberación y el desarrollo de las potencialidades de crecimiento de la economía española que habían quedado estranguladas desde la guerra civil. Se inicia a finales de los cincuenta una notable recuperación de las posiciones en términos comparados con las principales economías, recobrándose el pulso del proceso de industrialización, que arrojará, al terminar el siglo XX, un saldo final de logros industriales y consecuciones económicas sin parangón posible con ningún tiempo precedente.

### El plan nacional de Estabilización Económica

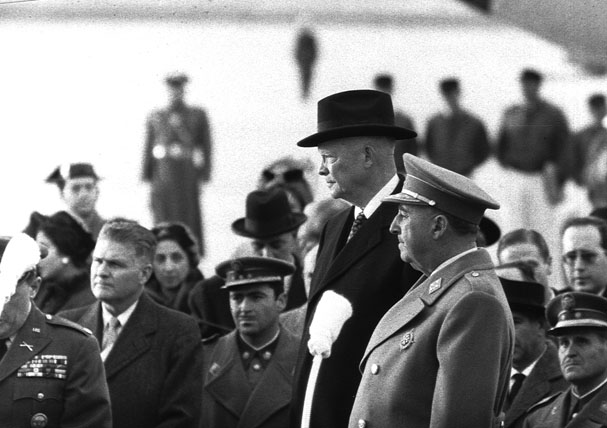
Francisco Franco junto al Presidente estadounidense Eisenhower, en la visita que este último hizo a España en 1959.

A partir de 1957 el gobierno, obligado por las circunstancias económicas de agotamiento de las reservas del Banco de España, para hacer frente a las deudas internacionales, la subida de la inflación y el fuerte desequilibrio presupuestario, se ve obligado no sin muchas resistencias a realizar un giro en su política económica autárquica fomentada por la Falange, dando paso a un grupo de ministros llamados tecnócratas.
Se dicta un plan de estabilización que toma las medidas adecuadas para reequilibrar las grandes magnitudes. Las medidas que tomó el plan fueron por una parte liberalizadoras y por otra una política de austeridad que se concretaron en:
- Convertibilidad de la peseta y la elevación del tipo hasta 60 pesetas, acompañado de créditos del exterior.
- Elevación de los tipos de interés, limitación de créditos bancarios y congelación de salarios, con el objetivo de tratar de reducir la inflación.
- Fomento de la inversión extranjera.
- Reforma fiscal que incremente la recaudación y una limitación del gasto público.

Las medidas adoptadas en 1959 iban más allá de una simple búsqueda del equilibrio interno y externo que supone la estabilización y configuraban un plan de transformación estructural.

### El desarrollismo

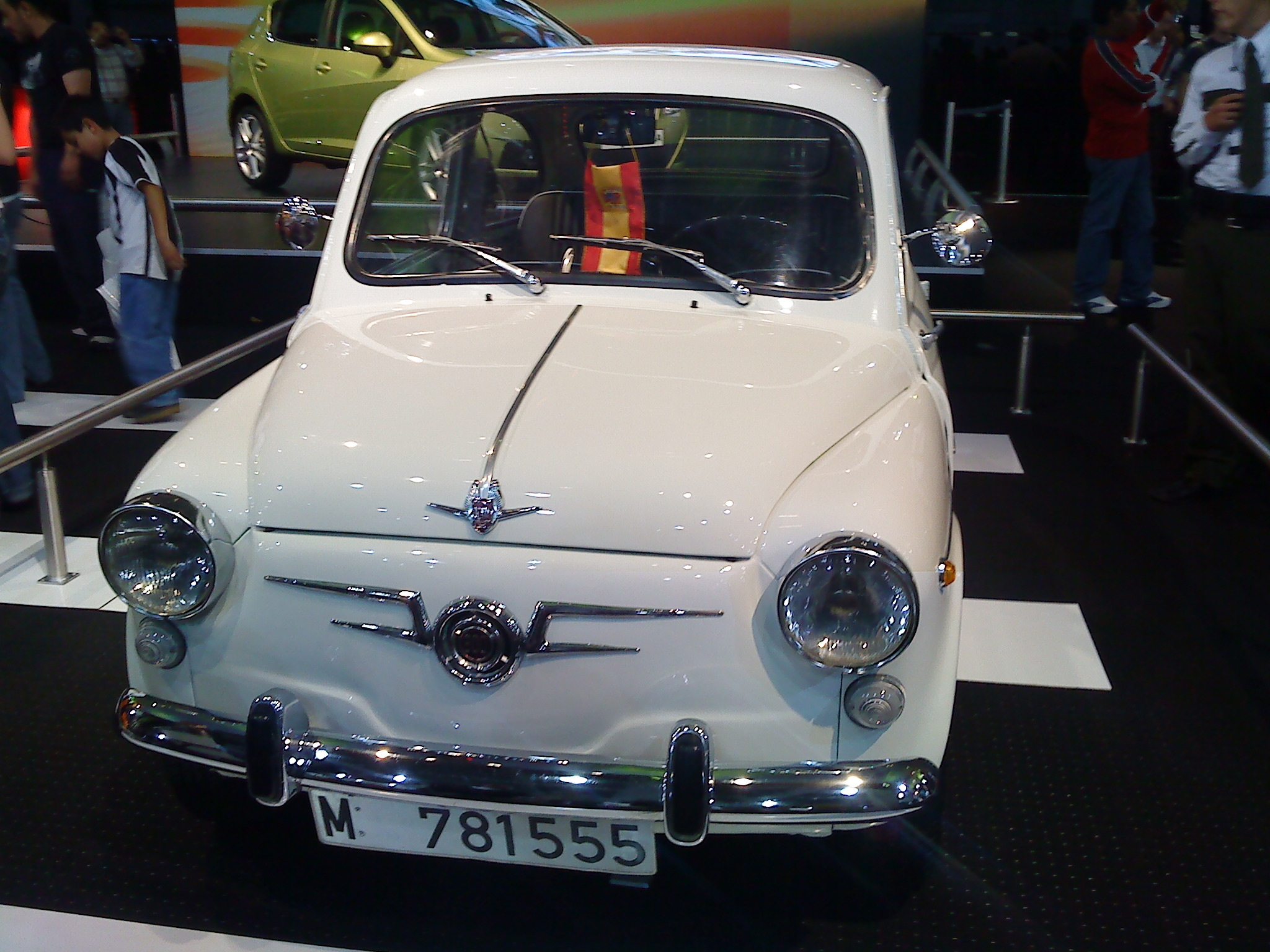
El SEAT 600 fue uno de los símbolos del desarrollismo español de los años sesenta y principios de los setenta.

La década de los sesenta es conocida como la gran era del desarrollo económico español, las tasas de crecimiento del PIB en términos reales se situaron en una media del 7 % anual, un crecimiento económico que no se había registrado hasta entonces durante el siglo XX, y que no se volvería a repetir en el futuro.
El Plan Nacional de Estabilización Económica de 1959 fue la herramienta que sentó las bases de este amplio crecimiento experimentado por España en esta década; en ningún caso consecuencia de los Planes de Desarrollo que se iniciaron en 1964. Más aún, según afirma Fuentes Quintana «el verdadero efecto de la planificación del desarrollo económico de los años sesenta en España fue desequilibrar el crecimiento y cercenar importantes oportunidades de expansión económica en la segunda mitad de la década».
A mediados de los años sesenta y tras el éxito del plan de estabilización, España se encontraba en una situación de cierto equilibrio y desahogo económico, pero se perdió la ocasión para llevar a cabo una verdadera liberalización económica. La existencia de fuertes intereses corporativos arrastrados de veinte años de autarquía, consiguieron que los mercados continuaran fuertemente intervenidos y lograron así la permanencia de una gran cantidad de situaciones de privilegio. Desde el lado exterior los aranceles permanecieron lo suficientemente altos para impedir una competencia real del exterior, situación que continuaría hasta la entrada de España en la Comunidad Económica Europea en 1986.
Las autoridades políticas y económicas del momento optaron por una planificación indicativa para lograr elevados crecimientos económicos sin abordar reformas económicas que pusieran en peligro la suma de intereses creados y de esta manera también conseguir un mejor asentamiento tanto interior como exterior del régimen, por la vía del incremento de los niveles de vida de los ciudadanos, para ello se creó una Comisaría del Plan de Desarrollo y se nombró Comisario del mismo al miembro del Opus Dei Laureano López Rodó. La planificación trataba de lograr un crecimiento de la economía española, para ello se partía de una tasa esperada de crecimiento, encuadrada dentro de un cuadro macroeconómico, se diseñaban los objetivos principales de la acción pública, mediante un conjunto de programas sectoriales y se fijaba un programa de inversiones públicas.
El plan debía ser vinculante para el sector público y de libre adhesión para el sector privado. Para facilitar esta se operaba a través de acciones concertadas con empresas, respecto de volúmenes de producción, puestos de trabajo, exportaciones y otra serie de variables y a la vez concesión de una serie de beneficios por parte de la Administración Pública.

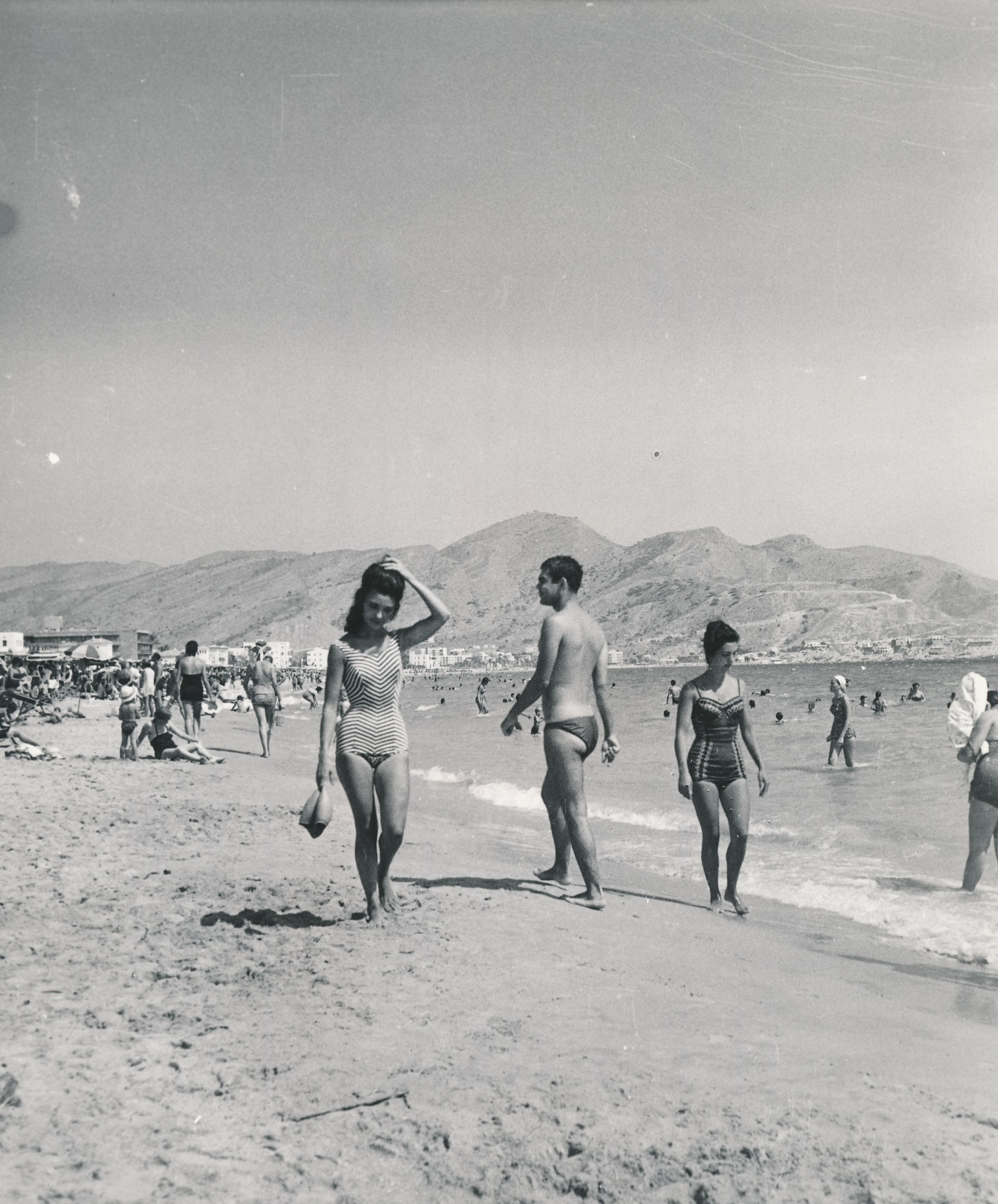
Playa de Benidorm en 1960. El lanzamiento del turismo fue uno de los elementos esenciales del desarrollo económico en esos años.

Se llevaron a cabo tres planes cuatrienales de desarrollo:
- Primer plan (1964-1967). Fue aprobado por la Ley 194/1963 y pretendía ser un plan global que potenciase los recursos de la economía española y bajo cuyo imperio, y para estimular el desarrollo regional, se crearon los polos de promoción de Huelva y Burgos y los de desarrollo de Vigo, La Coruña, Valladolid, Zaragoza y Sevilla. Frente a la tasa de crecimiento anual del PIB del 8.7 % del periodo 1961/64 se pasó al 5.6 %, la inflación se elevó en 1965 hasta el 14 % y la balanza de pagos se cerró con un cuantioso déficit.
- Segundo plan (1968-1971). El primer Plan debía finalizar en 1967 pero fue prorrogado hasta 1968, lo que obligó a revisar los cálculos del segundo que se iniciaría realmente en 1969. La novedad de este segundo, que repetía las líneas del anterior, consistió en introducir el mecanismo de señales de alerta para tomar medidas correctoras y preservar la estabilidad, en una serie de materias como inflación, cobertura comercial exterior, variación de la reserva, oferta monetaria, índice de producción industrial y tasa de desempleo.
- Tercer plan (1972-1975). El tercero de los planes era el más ambicioso de todos, preveía un crecimiento anual del 7 % y buscaba la modernización de la economía española. La crisis del petróleo de 1973 y el comienzo del final del franquismo, con el asesinato de Carrero Blanco en diciembre de ese mismo año, trastornaron todo el proyecto planificador.
- Se llegaron a establecer las líneas para un cuarto plan que no se llegó a ejecutar.

Durante estos años (1964-1973) se alcanzó efectivamente un alto grado de crecimiento económico y transformación de la estructura del país, España deja de ser un país agrario para transformarse en un país industrial y urbano, alcanzando los estándares de país desarrollado y próspero. Las principales producciones industriales se convirtieron en la fabricación de automóviles, maquinarias y la construcción naval. Pero no se logró alcanzar el crecimiento constante y armónico previsto en los planes, la economía, sin dejar de crecer, entró en periodos de avances y frenazos, alternándose etapas de crecimiento con inflación y etapas de estabilización y crisis. No obstante el impulso iniciado no se detuvo. En los resultados conseguidos influyeron fuertemente los siguientes factores distintos de los planes establecidos por los planes gubernamentales:
- El turismo. En el período de vigencia de los tres planes, 1964-1973, los ingresos por turismo supusieron 16 545 millones de dólares, ingresos no atribuibles a la planificación sino a las condiciones físicas del país, a niveles de precios inferiores a los de los países de origen de esos turistas. Esos ingresos, cuyo efecto más inmediato consistió en financiar una proporción elevada del déficit comercial y además, un importante efecto de arrastre sobre el conjunto de la economía puesto que vigorizó el sector de la construcción y las actividades terciarias.
- La inversión extranjera del período, que supuso, en todas sus formas, 5047 millones de dólares (42 % total). Las razones de ese flujo no son otras que el levantamiento de restricciones derivado del Plan de Estabilización y los menores costes laborales existentes en España, muy inferiores a los de los siete grandes países industriales al comienzo del período.
- El crecimiento europeo. De 1960 a 1973, el crecimiento anual de los siete grandes países industriales alcanzó una media del 4,8 %. Esto se reflejó en la expansión española, la ola de prosperidad de todos esos países suponía más inversiones, más turismo, más exportaciones.
- La emigración. De 1962 a 1973, un millón de españoles emigró a los principales países europeos, en busca de trabajo, lo que supuso por una parte una válvula de escape para la tasa de desempleo en España, que de otra forma hubiera creado mayores problemas sociales y además dio lugar a considerables remesas de emigrantes que, en total permitieron una cobertura media del déficit comercial del 24 % aproximado en el lapso 1961-1973.

Esos factores de impulso operaron durante el período de planificación indicativa y ayudaron, por tanto, al crecimiento que ya experimentaba la economía española pero no venían causados
por los planes y, en consecuencia, hubieran estado presentes aunque no se hubiera hecho esfuerzo alguno de planificación. Según Sampedro el desarrollo en esta época se llevó a cabo a pesar de la política gubernamental que por ella y según Juan Pablo Fussi, lo veradaderamente revolucionario que hizo el régimen de cara al desarrollo fue la política de apertura y liberalización del periodo 1959 y lo que fue la planificación indicativa falló.

## La era democrática

### La crisis del petróleo de 1973
En los últimos años del régimen franquista, 1973-74 la fuerte subida del precio del petróleo produjo hondas repercusiones en España, dado su carácter de país no productor de energía, fuertemente dependiente de las importaciones petrolíferas, con un modelo de crecimiento industrial basado en procedimientos intensivos en consumo petrolero. Este impacto supuso el fin del período de gran expansión que se había vivido desde 1960. En los años siguientes con la muerte de Franco en 1975, al coincidir estas circunstancias económicas con una transición política, añadió más dificultades a la toma de decisiones para la salida de esta profunda crisis.
En esta etapa el encarecimiento del petróleo había sumido a todas las economías industriales en una contracción inmediata, acompañada de una fuerte inflación y de desequilibrios en los pagos. La tasa de crecimiento española en el período 74-84 fue similar a la del conjunto europeo, pero la tasa de inflación será más alta, la inversión y el empleo retroceden más intensamente, y la tasa de paro se situó a la cabeza de las europeas.

#### Crisis financiera
Concretamente a principios de 1977 los rasgos negativos de la situación económica en España eran más que evidentes y colocaban al país en una auténtica depresión: estancamiento en la actividad general, paro creciente, fuertes niveles de inflación y endeudamiento exterior en rápido aumento. En concreto el PIB había tenido un crecimiento en 1975 del 0,6 % y en 1976 del 1,5 %, los parados se situaron entre setecientos mil y novecientos mil, la tasa de inflación superó el 20 %, alcanzando una tasa anual récord del 26 % en vísperas de las primeras elecciones generales democráticas de 1977, la deuda pública superó los doce mil millones de dólares. La brusca elevación de precios impulsó las reivindicaciones sociales, que condujeron a fuertes subidas salariales.

### Los pactos de la Moncloa y la entrada en la Comunidad Europea

Bandera de la Comunidad Europea. La entrada de España en la Comunidad supuso un fuerte espaldarazo a la economía española, a través de las ayudas directas de la Unión Europea por una parte, y por otra incrementó los intercambios con los países europeos, y aumentó las entradas de capitales procedentes de los otros miembros de la Comunidad.

La economía española se enfrentaba, en 1977, a una crisis económica que golpeaba toda la economía mundial y que se agudizaba en el caso español por la situación que presentaba el país en cuanto a niveles de inflación, que alcanzaba tasas de crecimiento en los meses centrales del año 1977, de un 44,7 %, separándola en más de treinta puntos, respecto del resto de las economías europeas; de déficit de la balanza de pagos por cuenta corriente, se situaba por encima de los cinco mil millones de dólares y la pérdida de divisas se acentuaba, con una deuda pública que se había triplicado en los dos últimos años y que ascendía a doce mil millones de dólares; pero al mismo tiempo también la sociedad española tenía que hacer frente a las especiales condiciones sociales derivadas de los cambios políticos que conducían hacia el sistema democrático. En este contexto, sucedieron acciones de acuerdo político sin precedentes en Europa, que revistieron gran importancia: los denominados Pactos de la Moncloa, suscritos el 27 de octubre de 1977, por el Gobierno, los principales partidos con representación parlamentarias, sindicatos y asociaciones empresariales, para crear un consenso político y social necesario para la aplicación de medidas de ajuste que precisaba la situación económica, estos pactos marcaron un cambio de carácter drástico en el tratamiento de los problemas, se reconoció una flexibilidad en el despido, el derecho de asociación sindical, la fijación de un límite de incremento para los salarios, se estableció una contención de la masa monetaria, la devaluación de la peseta y la reforma del sistema tributario para contener el déficit público y lograr un sistema más flexible y justo, así como medidas de control financiero a través del Banco de España ante el riesgo de quiebras bancarias y la fuga de capitales al exterior. Los efectos se vieron lastrados por la segunda crisis del petróleo de 1979 -1980.
La política monetaria restrictiva para contener la inflación se acentuó a partir de 1983, tras ganar las elecciones de 1982 el Partido Socialista Obrero Español, esto se acompañó de una política de moderación salarial, también se procedió a devaluar la peseta en diciembre de 1982, lo que permitió una mejora de la balanza de pagos, pero el gran problema al que se enfrentaba el país fue el desempleo existente que siguió creciendo. La fase de recesión se alargó hasta 1984. A partir de 1985 se inició una fase de crecimiento económico que se vio impulsada por la entrada de España en la Comunidad Económica Europea, el 12 de junio de 1985, se firmó el Tratado de Adhesión a la CEE, culminando así un largo y costoso proceso de negociación.

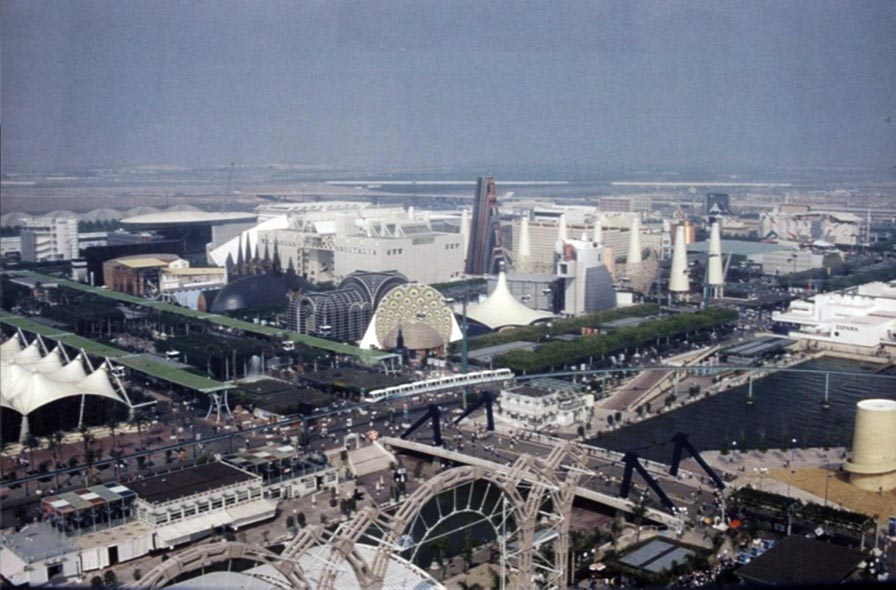
Vista aérea de la Exposición Universal de Sevilla de 1992.

### Crisis económica de 1993
En el segundo trimestre de 1992 el producto interior bruto español sufrió una contracción del 1,1 %. El crecimiento del PIB se mantuvo en tasas negativas o nulas hasta el tercer trimestre de 1993, con un aumento del 0,9 %.

### La época de crecimiento
La economía española vivió entre 1995 y 2007 un periodo de crecimiento fuerte y prolongado, con una media del 3.5 % anual. Los dos hechos que determinaron este crecimiento fueron en primer lugar el cumplimiento de los Criterios de convergencia de Maastrich y la posterior entrada en la Unión Económica y Monetaria de la Unión Europea que provocó una bajada de los tipos de interés y un aumento de la confianza de los inversores internacionales en la economía española. Este proceso conllevó un aumento de la demanda de crédito para la compra de bienes de inversión por las empresas y de viviendas por los particulares, que se manifestaron en un descenso del desempleo hasta el 8 % y una tasa de ocupación del 66 %. La caída de los tipos de interés también provocó una burbuja inmobiliaria con crecimientos de los precios de más de un 30 % en términos reales.
El segundo de los hechos que determinaron el periodo fue la entrada masiva de inmigrantes desde 2002 atraídos por el crecimiento y que sirvió para realimentar el consumo en primer lugar y después también la demanda de viviendas. Esta entrada ha representado el mayor impacto de carácter positivo para la economía de España, estimándose que entre 2000 y 2007, la aportación de los inmigrantes al PIB anual fue del 33 % del total.
En 1997 se adoptó el Pacto de estabilidad y crecimiento entre los Estados miembros de la Unión Europea en relación con su política fiscal.
Las nuevas monedas y billetes de euro entran en vigor en 2002 sustituyendo a la peseta que desaparece.
Adicionalmente, se adoptó en 2012 el Pacto fiscal europeo por veinticinco Estados miembros de la Unión Europea incluyendo un conjunto de reglas vinculantes, las llamadas reglas de oro, para el principio de equilibrio presupuestario.

### Crisis de 2008-2013 y recuperación 2014-2019

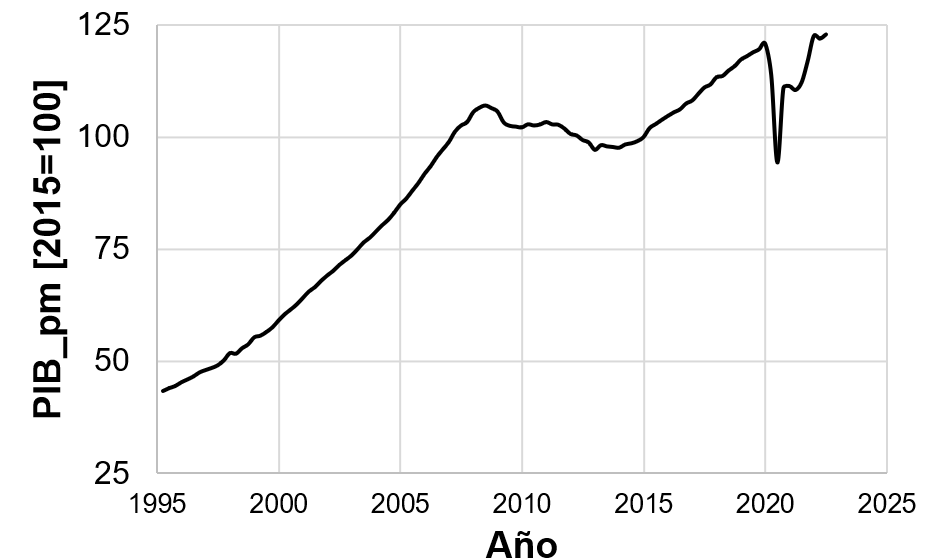
Evolución acumulada del PIB en España (1995-2022), el nivel 100 representa el nivel de PIB en 2015

España llegó a tener el séptimo mayor PIB del mundo. Este proceso cambió drásticamente en 2008, y la economía española fue catalogada por la revista económica inglesa The Economist, junto a otros países ejemplares de la economía de mercado de los noventa, como parte del grupo de países PIGS.

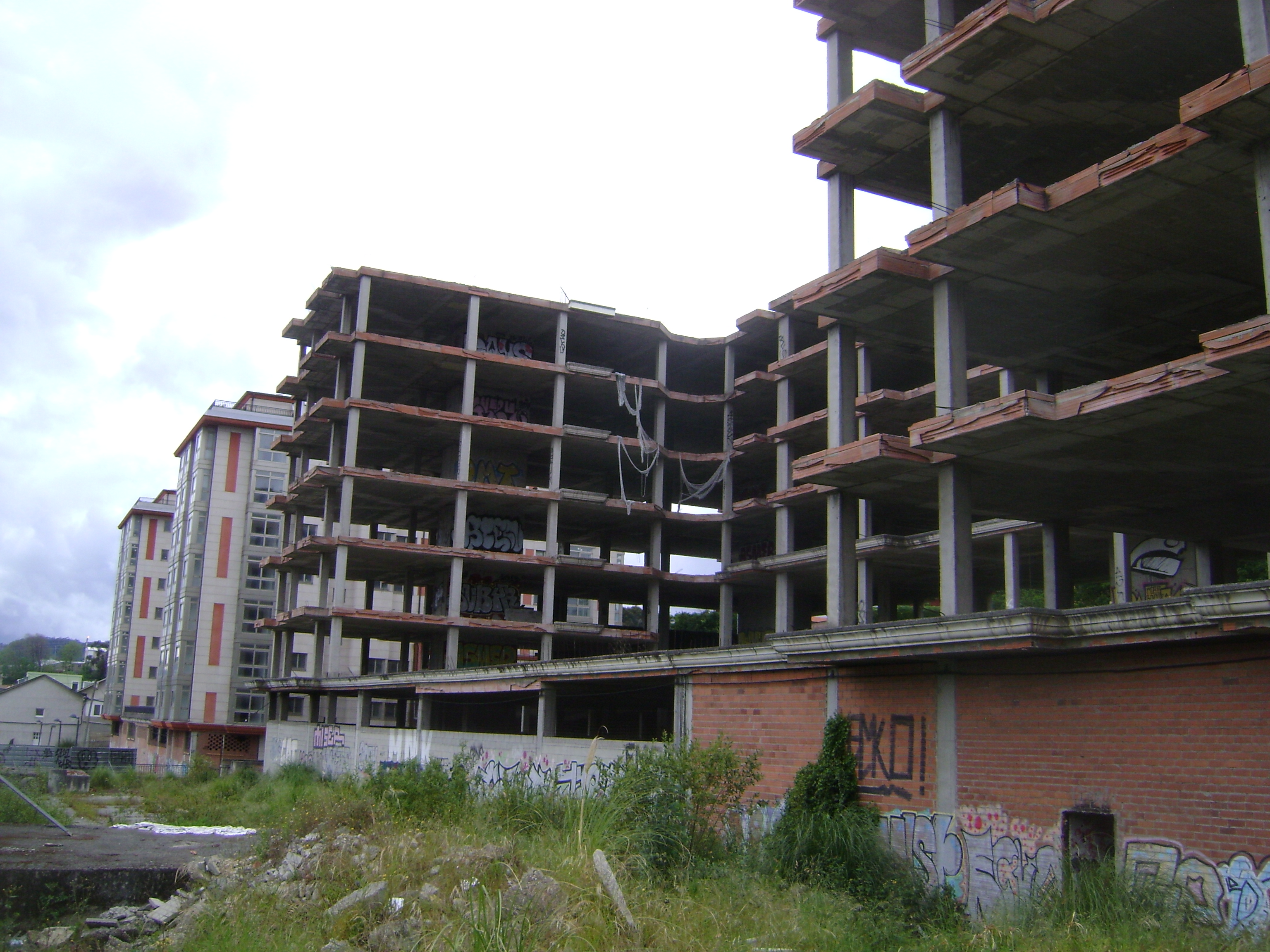
Edificios inacabados por causa de la crisis inmobiliaria en La Coruña.

El temor de los inversores españoles en vísperas del año 1999 a que se fijase un cambio entre peseta y euro había provocado la salida de España de muchos miles de millones de pesetas en busca de otras monedas en las que tener más protegido su dinero. Una vez fijado el cambio, un euro = 166,386 pesetas, este temor desapareció y los inversores volvieron a traer su dinero a España. Se invirtió en solares para edificar y empezó el bum inmobiliario. Hasta el año 2002, la deuda de promotores inmobiliarios con los bancos ascendía a cien mil millones de euros. A partir de 2002 hasta 2010, la deuda ha alcanzado los 324 000 millones de euros. Un millón quinientas mil viviendas se quedaron a medio construir, otro millón acabadas pero no vendidas.
Tras haberse hecho oficial en octubre de 2008 que la economía española creció un 0.1 % en el segundo trimestre y un 0.3 % en el primer cuarto de 2008, medios informativos europeos aseguraron que España sufre revés tras revés en materia económica. En general, desde las posiciones críticas se afirmó que la dependencia de la economía española de la industria de la construcción, así como el endeudamiento excesivo, podía provocar a la larga una recesión económica, en especial por culpa del alza de los tipos de interés, que erosionaría el consumo interno y aumentaría la tasa de paro y de los índices de morosidad, provocando, finalmente, una devaluación de los activos inmobiliarios. No obstante, la fortaleza del sistema bancario y financiero y el crecimiento de las exportaciones, sumados a la competitividad alcanzada por las empresas españolas en el exterior especialmente pequeñas y medianas empresas, señalaron un curso positivo y alentador entre las muchas dificultades. El sector de exportaciones desde el año 2013 se constituye en definitiva como el soporte de la recuperación de la economía española . En 2011 se produjo el denominado pacto del Euro (o Pacto por el Euro Plus) por el cual la Unión Europea tenía el objetivo de detener la crisis en la deuda nacional.

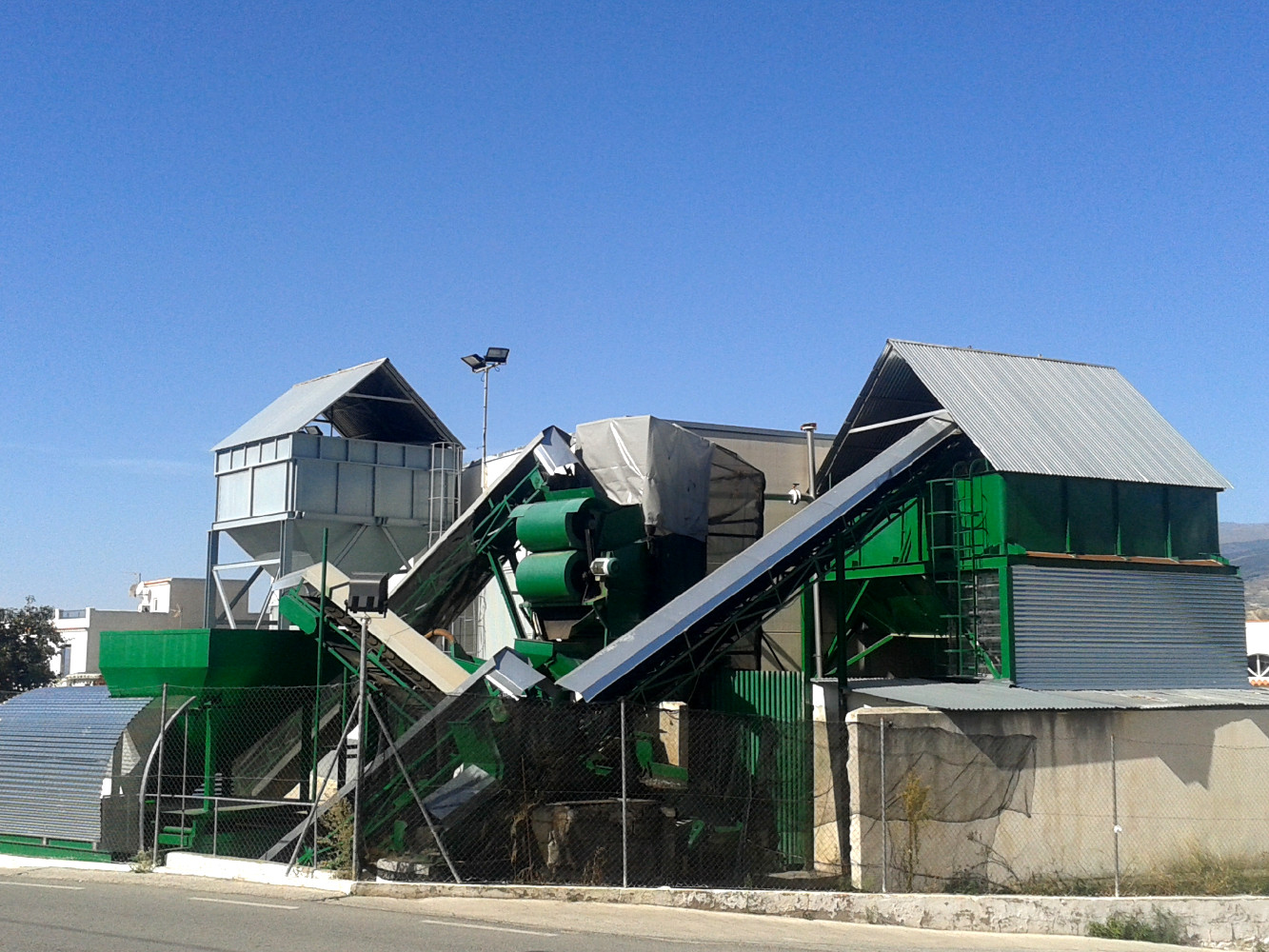
Almazara en Almería (2013).

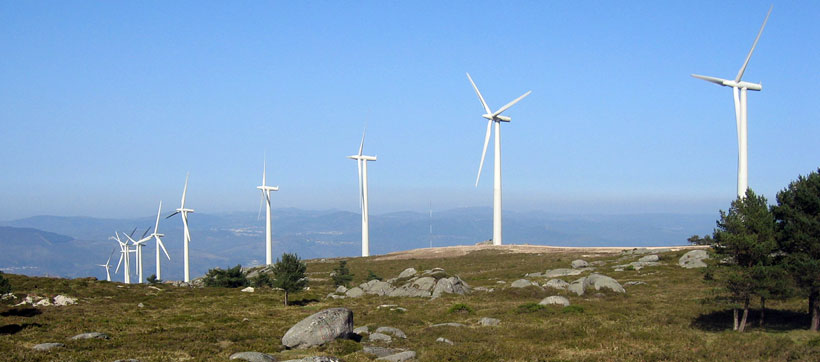
Parque eólico en Galicia.

Las consecuencias de las políticas de austeridad económica projeron un gran desempleo que llegó a máximo histórico del 25,8 % en 2012, durante el gobierno de Mariano Rajoy, la situación en 2013 igualmente fue mala y desempleo continuó alto aunque empezó a disminuir muy lentamente. Igualmente dicha política estuvo acompañada de numeroso recortes sociales y presupuestarios. De 2014 a 2019 se produjo una recuperación general del PIB, que aumentó cerca de un 22 % en esos años. Igualmente el desempleo disminuyó paulatinamente entre 2013 y 2019.

### Efectos económicos de la pandemia de COVID-19

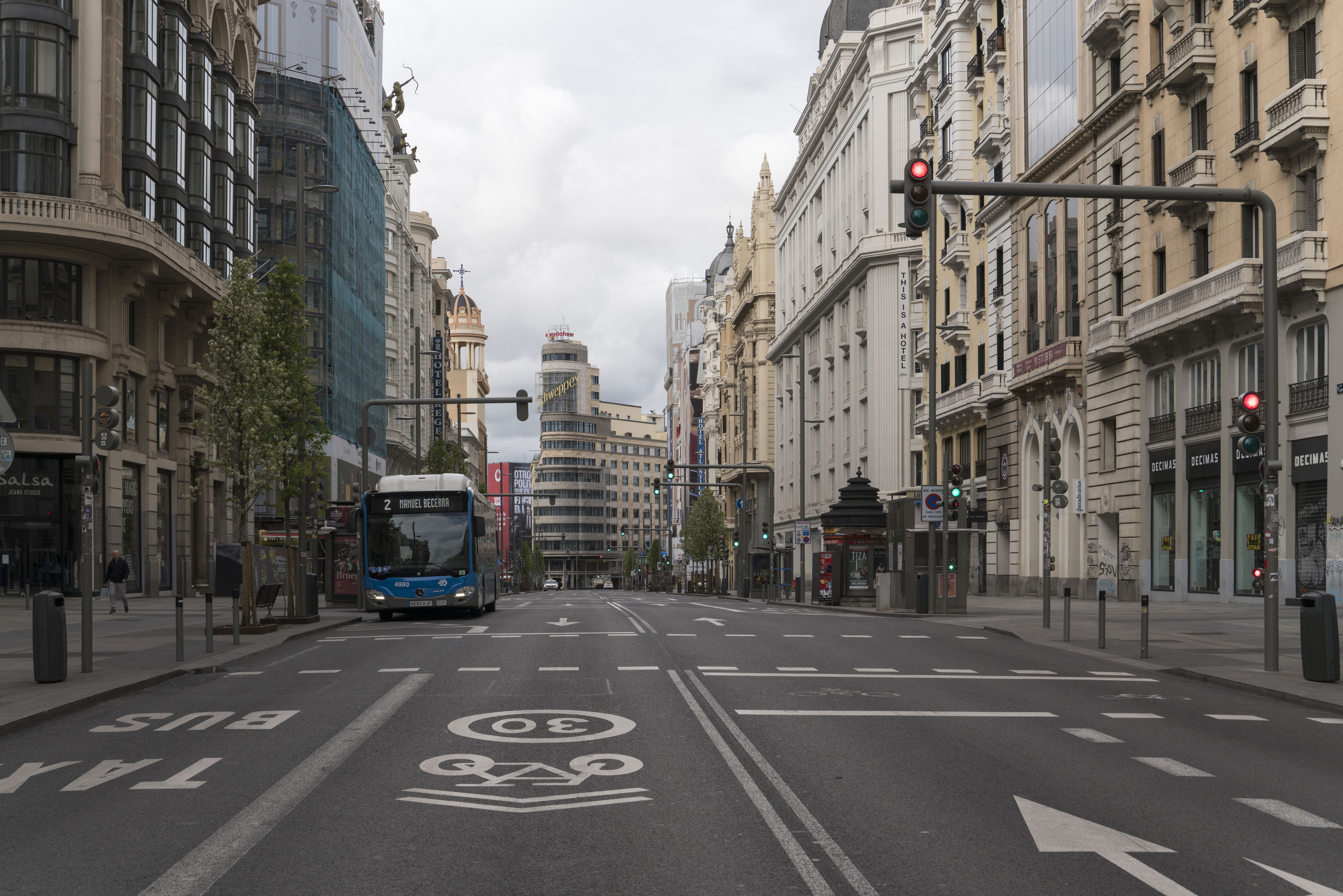
Gran Vía de Madrid desierta durante el confinamiento provocado por la pandemia de COVID-19 (marzo de 2020).

La paralización de la economía hizo que el PIB español cayese en el primer trimestre del año un 5,2 % y el consumo de los hogares un 6,6 %. El desplome se agravó en el segundo trimestre, cuando el PIB bajó un 17,8 %, el mayor valor desde que se contabiliza este indicador. En 16 de junio el Gobierno aprobó un fondo para las autonomías de dieciséis mil millones de euros no reembolsables destinados a la crisis causada por el coronavirus, con un reparto de nueve mil millones para sanidad, dos mil millones para educación y otros ochocientos millones para transporte.